# Citroën DS
Die D-Modelle, allgemein bekannt als der bzw. die Citroën DS, sind eine Modellreihe der französischen Automobilmarke Citroën.
Bei seiner Vorstellung am 8. Oktober 1955 auf dem Pariser Automobilsalon erregte das neue Citroën-Modell bei Fachpresse und Besuchern Aufsehen. Schon am ersten Abend hatte der Hersteller 12.000 Bestellungen aufgenommen, bis Messeende waren 80.000 Kaufverträge unterzeichnet. Als technisch vereinfachte und ausstattungsbereinigte Version kam im Frühjahr 1957 die ID-Modellreihe hinzu.
Die ID, DS, Pallas und Break genannten D-Modelle vereinten avantgardistisches Design mit einer Fülle von technischen Innovationen. So wurde bei den D-Modellen zum ersten Mal bei einem Serienfahrzeug ein zentrales hydraulisches System für Federung (Hydropneumatik), Bremsen, Schaltung sowie Lenkunterstützung (Servolenkung) eingesetzt. Die avantgardistische Karosserieform führte dank niedrigen cw-Wertes zu guten Leistungs- und Verbrauchswerten. Die aufwendige Hydraulik erwies sich als dauerhaft funktionssicher, die gewagte Formgebung als zweckmäßig.
In ihrer zwanzigjährigen Produktionszeit wurden die D-Modelle in ihren wesentlichen Grundzügen unverändert produziert. Bis heute ist ihr Status als Technik- und Designikone unbestritten.
In der Zeit vom 4. Oktober 1955 bis zum 24. April 1975 wurden insgesamt 1.456.115 Fahrzeuge der D-Reihe gebaut.

## Modellhistorie
Der Citroën DS löste 1955 die 23 Jahre lang äußerlich kaum veränderten Modelle der Baureihe Traction Avant ab. Citroën behielt die Auslegung des Antriebsstrangs mit Frontantrieb, dem Motor längs hinter und dem Getriebe vor der Vorderachse  bei. Das Design und die Fahrwerkstechnik des neuen Wagens waren große Fortschritte im Vergleich zu den Vorgängern, aber auch im Vergleich mit zeitgenössischen Konkurrenzprodukten. Der Motor wurde mit kleinen Änderungen vom Traction Avant übernommen.
Wie schon beim Vorgängermodell waren auch bei diesem Modell der Konstrukteur André Lefèbvre und der Designer Flaminio Bertoni leitend an der Entwicklung beteiligt. Paul Magès entwickelte die Hydropneumatik.
Bei der Vorstellung auf dem Pariser Autosalon am 5. Oktober 1955 sollen bereits am Abend des ersten Tages knapp über 12.000 Bestellungen gezählt worden sein. Geht man von einer Öffnungsdauer des Salons von acht Stunden pro Tag aus, so erscheint die notwendige Aufnahme von 1500 Bestellungen pro Stunde allerdings fragwürdig. Insider vermuten hier einen gekonnten Marketing-Coup.
Das erste D-Modell als DS 19 hatte 1911 cm³ Hubraum, 75 PS (etwa 55 kW) Leistung und erreichte eine Spitzengeschwindigkeit von 140 km/h. Das war für die Zeit ihres Erscheinens für eine normale Limousine ein hoher Wert. Spätere Spitzenmodelle erreichen über 185 km/h.
Es gab die D-Modelle ab Werk als viertürige Limousine (Berline) und in mehreren fünftürigen Kombiversionen: Die Break-, Familiale- und Commerciale-Versionen unterscheiden sich in der Zahl und Anordnung der hinteren Sitze. Die Kombis hatten eine geteilte Heckklappe. An der unteren konnten zwei gleiche Kennzeichen angebracht werden, damit auch in heruntergeklappter Lage das Fahrzeug zu identifizieren war.
Im Laufe der langen Bauzeit der Modellreihe gab es die Modellgruppen (aufsteigend) ID, DS, Pallas (auf Basis DS) sowie Break (auf Basis ID und DS). Als Limousinen waren dies insbesondere die Modelle DS 19, DS 20, DS 21, DS 21 ie, DS 23, DS 23ie; ID 19, ID 20, D Spécial, D Super und D Super 5. Der zweistellige Zahlencode in der Modellbezeichnung gibt (ungefähr) den jeweiligen Hubraum des Motors in 100 cm³ an (die DS 19 hatte so bspw. 1,9 Liter Hubraum). Das Kürzel ie bei den DS 21 ie und DS 23 ie weist auf die elektronische Bosch-Einspritzanlage (D-Jetronic) hin.
Die Limousinen der DS-Modelle waren ab 1964 als Luxusversion „Pallas“ erhältlich. In kleiner Zahl gab es das zweitürige Werkscabriolet (Usine), dazu gesellten sich im Laufe der Zeit einige Sonderversionen bis hin zum Mille Pattes (Tausendfüßler).

## Namenshistorie

### DS – La Déesse – Die Göttin
Die Bezeichnung DS (in der deutschen Aussprache: „De-es“) war eine Ableitung oder ein Wortspiel der ursprünglichen Typenbezeichnungen der „D-Modelle“: Die interne Bezeichnung war vor der Markteinführung VGD, voiture à grande diffusion, sinngemäß „Fahrzeug mit großer Verbreitung/Stückzahl“. Aus den verschiedenen VGD-Versionen, intern als „D“ mit der entsprechenden Zahl dahinter – D1, D2 usw. – bezeichnet, wurden mit der Zeit im Plural die „Ds“. Irgendwann war man sich bei Citroën dann wohl des sprachlichen Gleichklangs von „(la) déesse“, „(die) Göttin“, mit dem Buchstabenkürzel bewusst geworden; dieses Wortspiel wurde dann für die Modellbezeichnung übernommen. Auch mit der Modellbezeichnung anderer Citroën-Modelle wurden ähnliche Wortspiele möglich: Im Französischen wie im Deutschen assoziiert das Sparmodell „ID“ das Wort Idee („idée“); die Buchstabenkombination des DS-Nachfolgers „CX“ steht im Französischen für den Strömungswiderstandskoeffizienten (deutsch: cw).

### Der oder die DS
Im Französischen ist der Wortstamm „Auto“ feminin klassifiziert (la voiture); im deutschen Sprachraum wurde die DS während der Produktionszeit in der Sprache wie in den Medien und der Literatur fast ausschließlich als „der DS“ bezeichnet. In der neueren Zeit, je mehr die praktisch ausschließlich als „DS“ bekannte Modellreihe D Kult(ur)status erreicht (vgl. dazu in den Abschnitten Gesellschaftliche Bedeutung und Rezeption), setzt sich das Femininum – nicht mehr nur bei frankophonen Kennern üblich – zunehmend auch im deutschen Sprachraum durch (La Déesse – Die Göttin).

### Haifisch, Frosch und Hecht
Schon zeitgenössisch kam für die DS die Bezeichnung „Haifisch“ auf. Dies beruhte darauf, dass dieses Fahrzeug, auch schon in seiner ersten Modellversion, aus der Perspektive von vorne die Assoziation an ein Haifischmaul weckt. Insbesondere die Modelle der ersten Karosserieversion (1955–1962) wurden zudem häufig als „Frosch“ bezeichnet, auch hier war die vordere Karosserie Namensgeber. Als „Snoek“ – also Hecht – ist der Wagen zudem in den Niederlanden umgangssprachlich bekannt.

## Technik

### Karosserie

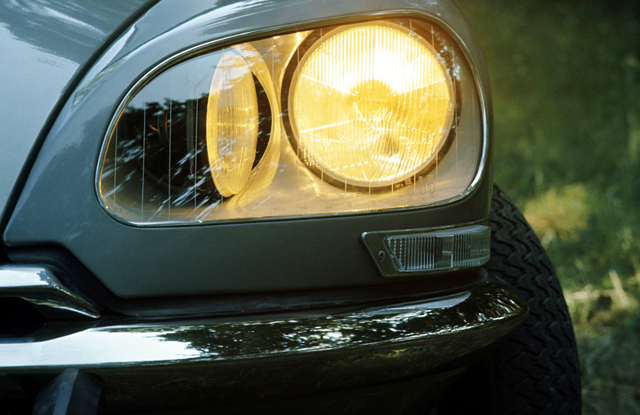
Doppelscheinwerfer ab 1967, innen der mit der Lenkung verbundene Fernscheinwerfer

Der Aufbau der Karosserie unterschied sich von nahezu allen anderen Pkw dieser Zeit. Die D-Modelle hatten als tragende Struktur einen mit dem Karosserieskelett verschweißten Plattformrahmen als Fahrgestell, ähnlich waren die Karosserien des Renault 16, des Trabant und des Rover P6 aufgebaut. Nichttragende Teile wie Kotflügel, Hauben, Türen und Dach waren mit dem Rahmen verschraubt. Zum Radwechsel mussten die hinteren Kotflügel nach dem Lösen einer Schraube mit der Andrehkurbel demontiert werden. 1962 gab es erste kleine Retuschen der Front.
André Lefèbvre war ein Verfechter des Einsatzes von Kunststoff und Aluminium zur Gewichtsreduzierung. So besteht das Dach der Limousine aus glasfaserverstärktem Kunststoff (bei den Breakmodellen ist es aus Stahl). Es wurden 100 Kilogramm Aluminium verwendet wie bei der Motorhaube, dem größten damals in Serie gefertigten Aluminium-Karosserieteil; Stoßstangen und Zierleisten wurden aus rostfreiem Stahl und Aluminium gefertigt.
1967 wurde die Front umfangreich neu gestaltet, seitdem hatten alle D-Modelle Doppelscheinwerfer hinter einer Glasfront. Dabei griff man auf das beim Panhard 24 umgesetzte Prinzip zurück – die Marke war 1967 von Citroën übernommen worden. Bei den teureren Modellen mit Kurvenlicht schwenkten die Fernscheinwerfer synchron zum Lenkeinschlag mit und leuchteten die Kurve aus. Ebenso gab es bei diesen Modellen eine über Bowdenzüge mit den Achsen verbundene Vorrichtung zur dynamischen Regulierung der Leuchtweite bei Nickbewegungen des Fahrzeuges beim Überfahren von Unebenheiten, beim Beschleunigen oder Bremsen. Der Ausgleich erfolgte über die Ansteuerung der Ventile der Hydropneumatik.
Verändert haben sich mit der Modellpflege im September 1967 die Länge und Breite über alles, sowohl für die Limousinen als auch für die Kombimodelle Break. Ein besonderes konstruktives Merkmal der D-Reihe sind die unterschiedlichen Spurweiten vorne und hinten, die im Oktober 1968 ebenfalls vergrößert wurden.

### Abmessungen
Limousine
| Abmessung         | bis Sept. 1967 | ab Sept. 1967 |
| ----------------- | -------------- | ------------- |
| Länge über alles  | 4838 mm        | 4874 mm       |
| Breite über alles | 1790 mm        | 1803 mm       |
| Höhe über alles   | 1470 mm        | 1470 mm       |

Kombi (Break)
| Abmessung         | bis Sept. 1967 | ab Sept. 1967 |
| ----------------- | -------------- | ------------- |
| Länge über alles  | 4990 mm        | 5026 mm       |
| Breite über alles | 1790 mm        | 1803 mm       |
| Höhe über alles   | 1520 mm        | 1520 mm       |

alle Modelle
| Abmessung        | bis Okt. 1968 | ab Okt. 1968 |
| ---------------- | ------------- | ------------ |
| Radstand         | 3125 mm       | 3125 mm      |
| Spurweite vorne  | 1500 mm       | 1516 mm      |
| Spurweite hinten | 1300 mm       | 1316 mm      |

### Hydropneumatik mit Zentralhydrauliksystem

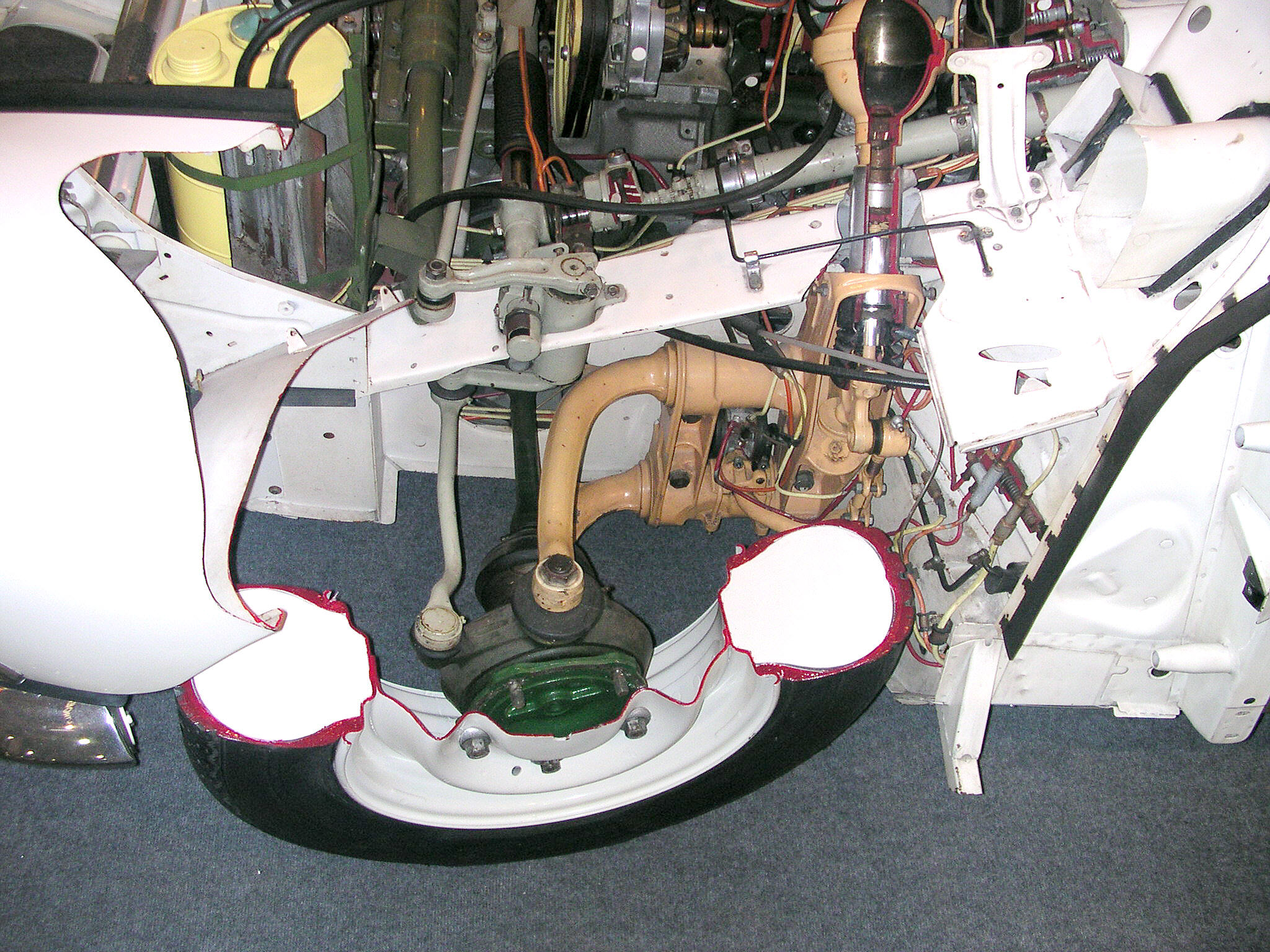
Die angetriebene Doppelquerlenkerachse vorn mit der ungewöhnlichen hydropneumatischen Federung

Einzigartig für die damalige Zeit war die hydropneumatische Federung im Zusammenspiel mit der Hochdruckhydraulikanlage. Neu waren die innenliegenden Scheibenbremsen vorn, die Zweikreisbremsanlage (je ein Bremskreis für Vorder- und Hinterachse) mit lastabhängiger Hochdruckbremse, die über die Zentralhydraulik mit Druck ebenso versorgt wurde wie das halbautomatische Getriebe und die Lenkung.

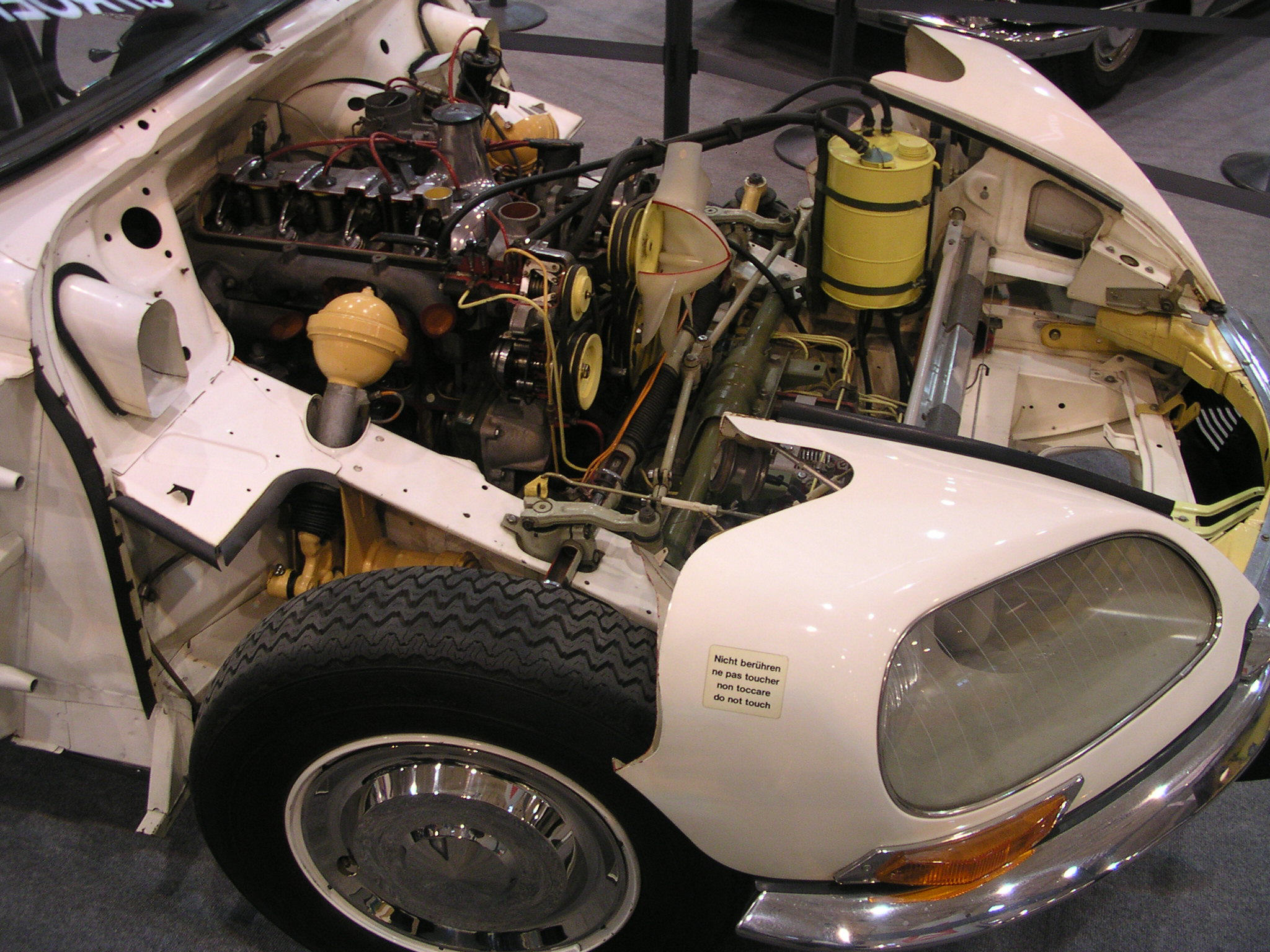
Motorraum einer DS (Schnittmodell)

Die Hydropneumatik ermöglicht es, die Bodenfreiheit des Wagens zu variieren. Bei abgestelltem Motor senkt sich das Fahrzeug durch den nachlassenden Druck in der Hydropneumatik langsam bis auf die tiefste Stellung ab, die Karosserie sitzt dann auf Gummipuffern auf. Startet man den Motor, so hebt sich der Wagen um mehrere Zentimeter in die Höhe. Die Hydropneumatik arbeitet automatisch als Niveauregulierung und hält die Bodenfreiheit sowohl bei unterschiedlicher Beladung als auch bei wechselnden Fahrzuständen konstant. Über einen Hebel lassen sich die normale Fahrhöhe, zwei höhere Fahrstellungen und eine Reparaturhöhe wählen sowie das Fahrzeug manuell auf die Ruhestellung absenken. Aufgrund dieser Fähigkeit wurde die DS ohne Wagenheber, aber mit Unterstellbock, ausgeliefert. Rolls-Royce und Mercedes-Benz erwarben eine Lizenz für das Citroën-Patent. Rolls-Royce bezog die Teile direkt von Citroën.

#### Hydraulische Bremsanlage
DS-Modelle mit Bremsdruckspeicher und Steuersystem
Das Erkennungsmerkmal der DS-Modelle ist der markante „Bremspilz“, ein Gummiknopf zur Bremsbetätigung. Dieser ist auf einer rollengelagerten Bremsverteilerplatte montiert. Mit nur geringem „Pedalweg“ wird die auf den Bremsknopf wirkende Fußkraft über die Platte auf den Bremsdruckverteiler übertragen und von diesem über ein System aus Steuerventilen mit unterschiedlicher Druckkraft auf den vorderen und den hinteren Bremskreis. Der hintere Bremskreis ist mit den Federungselementen der Hinterachse verbunden, dem vorderen steht ein eigener Bremsdruckspeicher zur Verfügung. Bei Druckverlust, beispielsweise durch eine undichte Leitung, ist dennoch genug Hydraulikdruck über das Pumpsystem vorhanden, selbst bei totalem Ausfall lässt sich das Fahrzeug über die Vorderbremsen – mit dem Restdruck in den beiden Druckspeichern – zum Stillstand bringen.
Einfache D-Modelle mit Sicherheitsventil und Bremsdruckregler
Das Erkennungsmerkmal der ID-, D Spécial- und D Super/ 5-Modelle ist hingegen das Vorhandensein eines herkömmlichen Bremspedals mit allerdings extrem kurzem Pedalweg und einem vereinfachten mit der Zentralhydraulik verbundenen Bremssystem. Es besteht aus einem Sicherheitsventil und einem Bremsdruckregler.
Feststellbremse
Die Feststellbremse wirkt auf die Vorderachse konventionell über Bremsseile. Betätigt wird sie bei den DS-Varianten mit einem Pedal, bei den ID- und D-Spézial/-Super-Varianten zum Teil mittels eines Handgriffes; gelöst wird in beiden Fällen mit einem Handgriff.

#### Lenkung

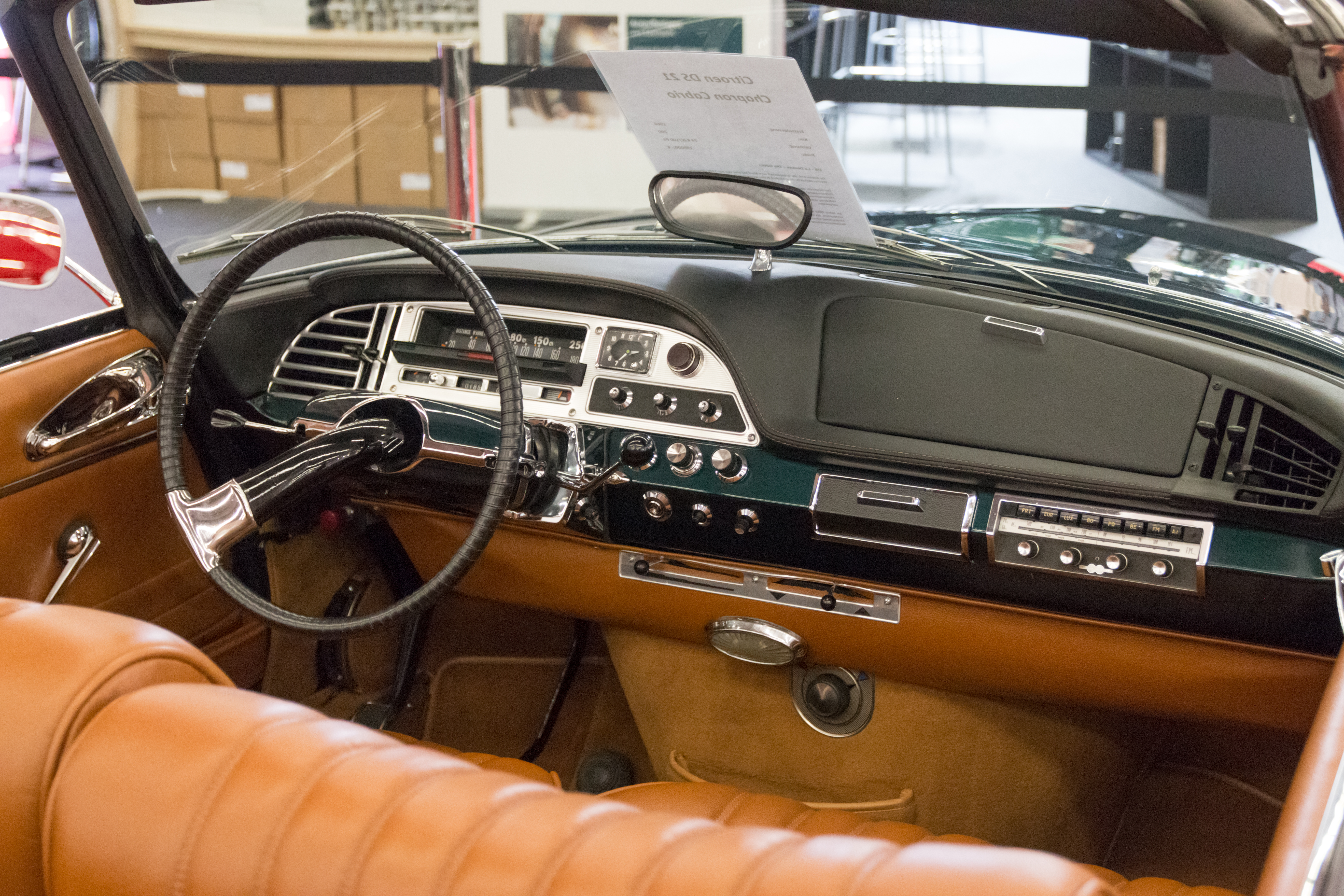
Armaturenbrett mit dem charakteristischen Lenkrad

Die Aufhängung der Vorderräder war so konzipiert, dass sich ein Störkrafthebelarm von Null ergab (Mittenachslenkung), wodurch keine Störkräfte auf die Lenkung einwirken konnten. Charakteristisch war auch das Einspeichenlenkrad, das von der gebogenen Lenksäule gehalten wird, „die aus dem Armaturenbrett fließt wie Zahnpasta aus der Tube“. Da es zu der Zeit noch keine Sicherheitsgurte gab, war die Sicherheitsüberlegung dahinter die, dass sich das Lenkrad bei einem Aufprall des Fahrers so am besten verformen ließ und ihn damit auch nicht aufspießen kann.
Zumeist haben die Modelle eine hydraulische Zahnstangenlenkung, versorgt über die Zentralhydraulik.

### Weitere Neuheiten
Außer den schon erläuterten technischen Neuheiten gab es einige weitere:
- Als einer der ersten Serienwagen waren die D-Modelle mit den vom Citroën-Eigentümer Michelin entwickelten Gürtelreifen ausgestattet.
- Anstelle eines klassischen Wagenhebers wurde lediglich eine Stütze mit einsetzbarem Stift mitgeliefert; zum Radwechsel wurde die Hydraulik genutzt:
  - Fahrzeug in die höchste Stellung bringen
  - Stütze einhängen
  - Stift einschieben
  - Fahrzeug in Ruhestellung absenken lassen. Die Querstabilisatoren sorgen dann dafür, dass sich auf der abgestützten Seite die Räder vom Boden heben und gewechselt werden können.
- Hupe mit zwei Stärken, die erste schaltet zwei E-Hörner, die zweite Stufe schaltet dazu ein Zweiklanghorn mit Kompressorantrieb, beide werden mit demselben Hebel über zwei Schaltstufen bedient.
- Halbautomatik mit hydraulischer Gangvorwahl. Der Schalthebel befand sich oben an der Lenkradsäule.

## Einordnung im Modellprogramm
Die D-Modelle ersetzten mehrere Fahrzeuge unterschiedlicher Größe und Motorisierung, nämlich den großen, mit Sechszylinder versehenen 15 CV sowie den normalen und den leichten (kleineren) 11 CV mit Vierzylinder. Bei der Entwicklung des Motors für die DS hatte es Probleme gegeben, in deren Folge der Wagen nicht wie geplant mit einem Sechs-, sondern mit dem gering modifizierten Vierzylinder aus dem 11 CV ausgerüstet wurde. Die breite Staffelung der Vorgängermodelle musste jetzt von einem einzigen Grundmodell fortgeführt werden, dazu dienten nun unterschiedliche Ausstattungen und Motorisierungen (DS, ID). Zwischen den D-Modellen und dem Kleinwagen 2 CV (im deutschen und österreichischen Volksmund als „Ente“ bezeichnet) klaffte eine beträchtliche Lücke, die erst 1961 mit dem auf dem 2 CV basierenden Citroën Ami 6 und dem Ami 6 Break etwas verkleinert wurde, bis 1970 mit dem Erscheinen des GS (« Grande Série ») ein vollständiges Modellangebot bestand.
Eine Alleinstellung hatten die DS bis zum Erscheinen des GS auch wegen der komplexen Hydropneumatik inne.
Technisch einfacher fielen die Sparversionen ID und D Spézial/-Super aus. Sie hatten die gleiche Karosserie, unterschieden sich jedoch in vielen Details von der DS. Die Einheitskarossierung für zwei in unterschiedlichen Segmenten angeordnete Fahrzeugkategorien (Oberklasse und heutiger oberer Mittelklasse) war allerdings nicht ungewöhnlich, es gab sie beispielsweise seit 1954 auch bei Mercedes-Benz und später auch bei Opel.

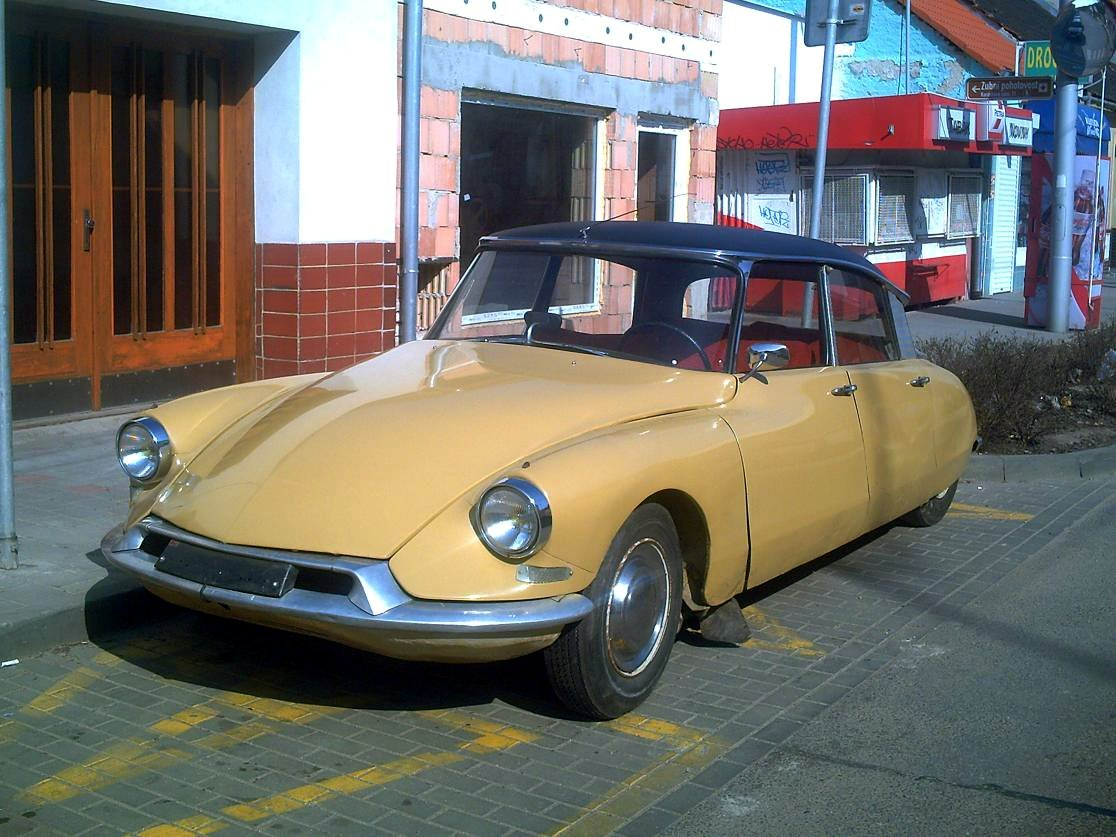
Citroën DS (1955–1962)
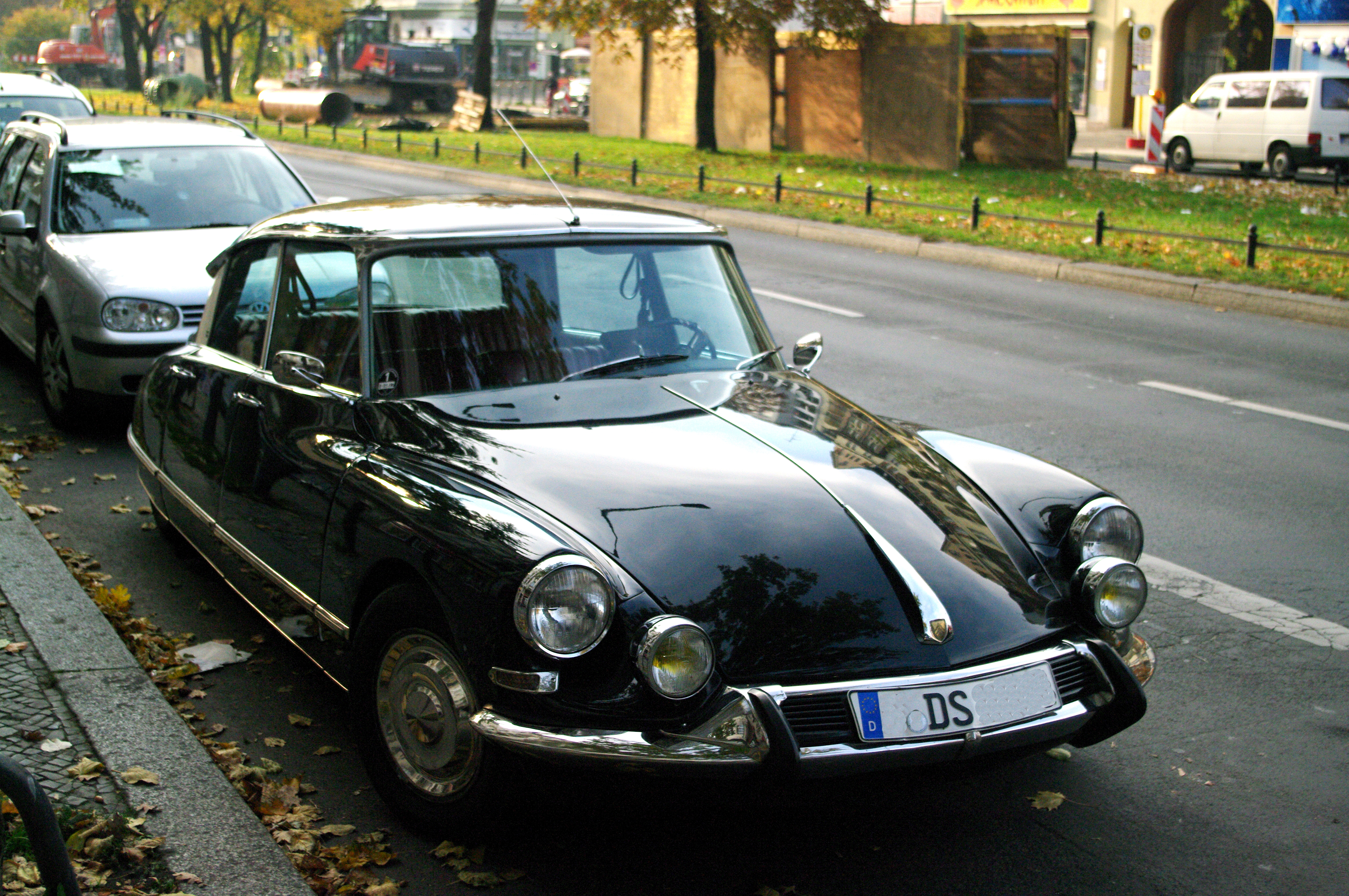
Citroën DS 21 Pallas (1962–1967) mit zusätzlichen Fernscheinwerfern und Ziergriff aus dem Zubehörhandel auf der Motorhaube
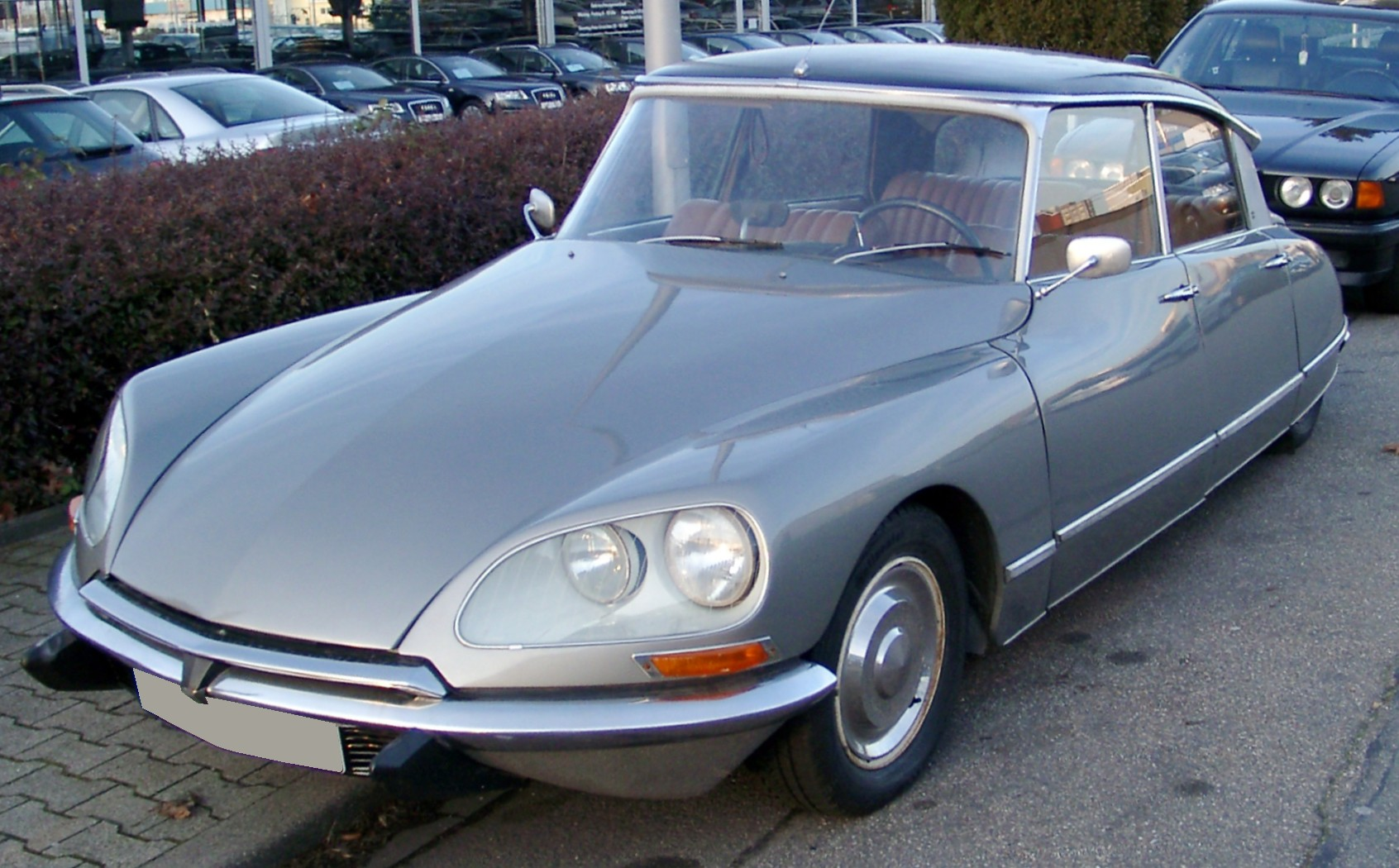
Citroën DS (1967–1970)
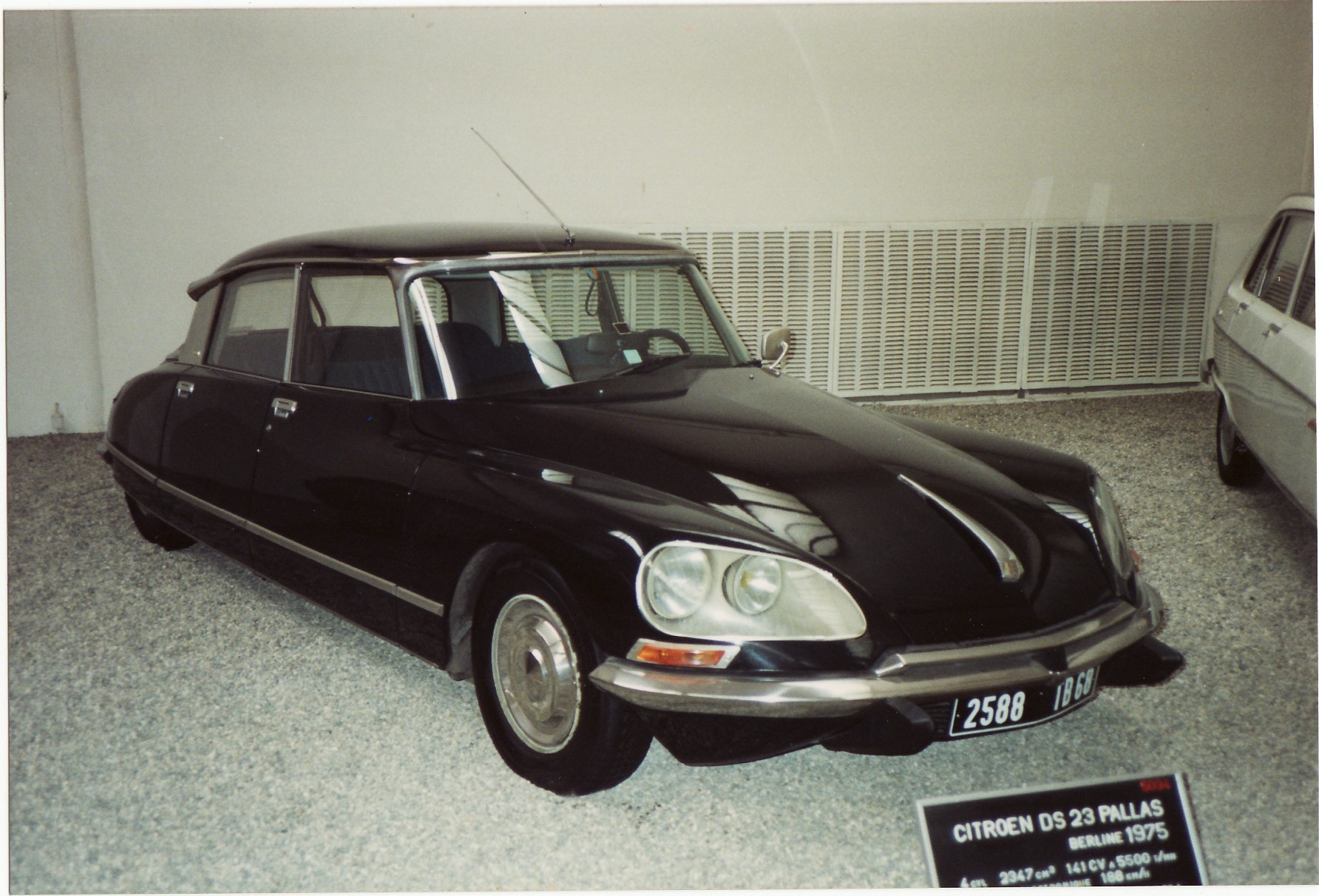
Spitzenmodell: DS 23 Pallas mit Ziergriff aus dem Zubehörhandel auf der Motorhaube
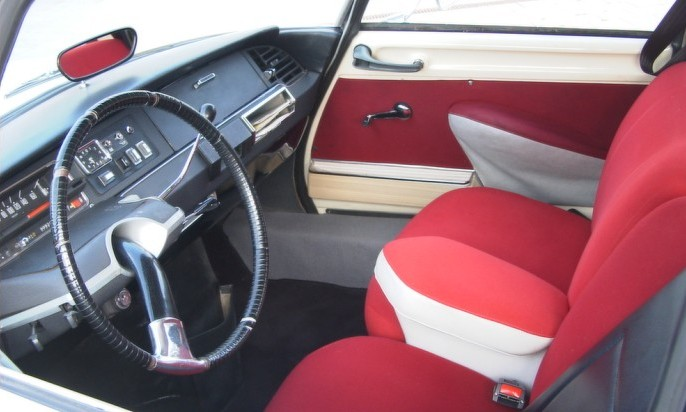
Armaturenbrett einer ID 19 B (1969) mit dem typischen Einspeichenlenkrad, Bandtacho und mit Helanca bezogenen Sitzen
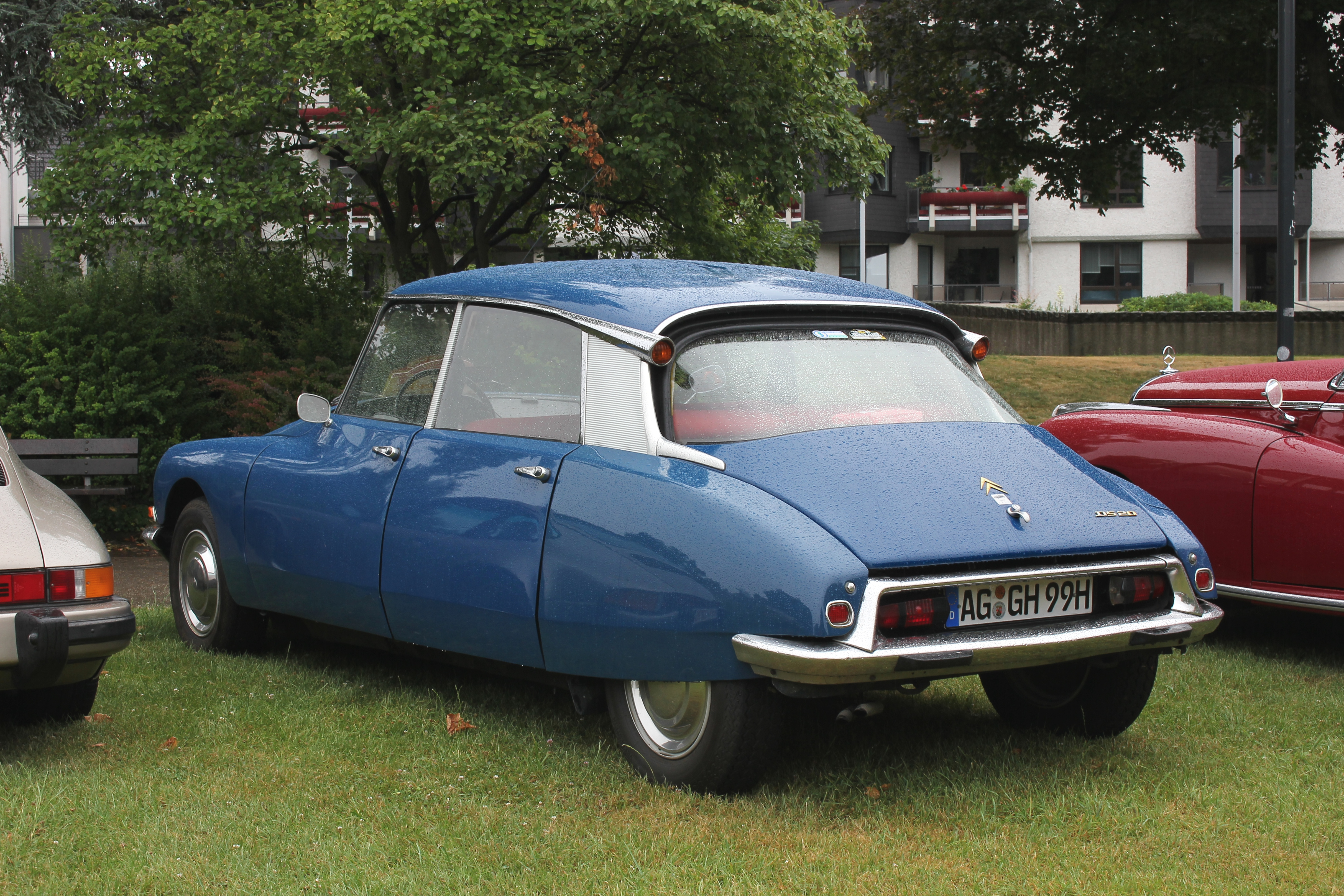
Citroën DS 20
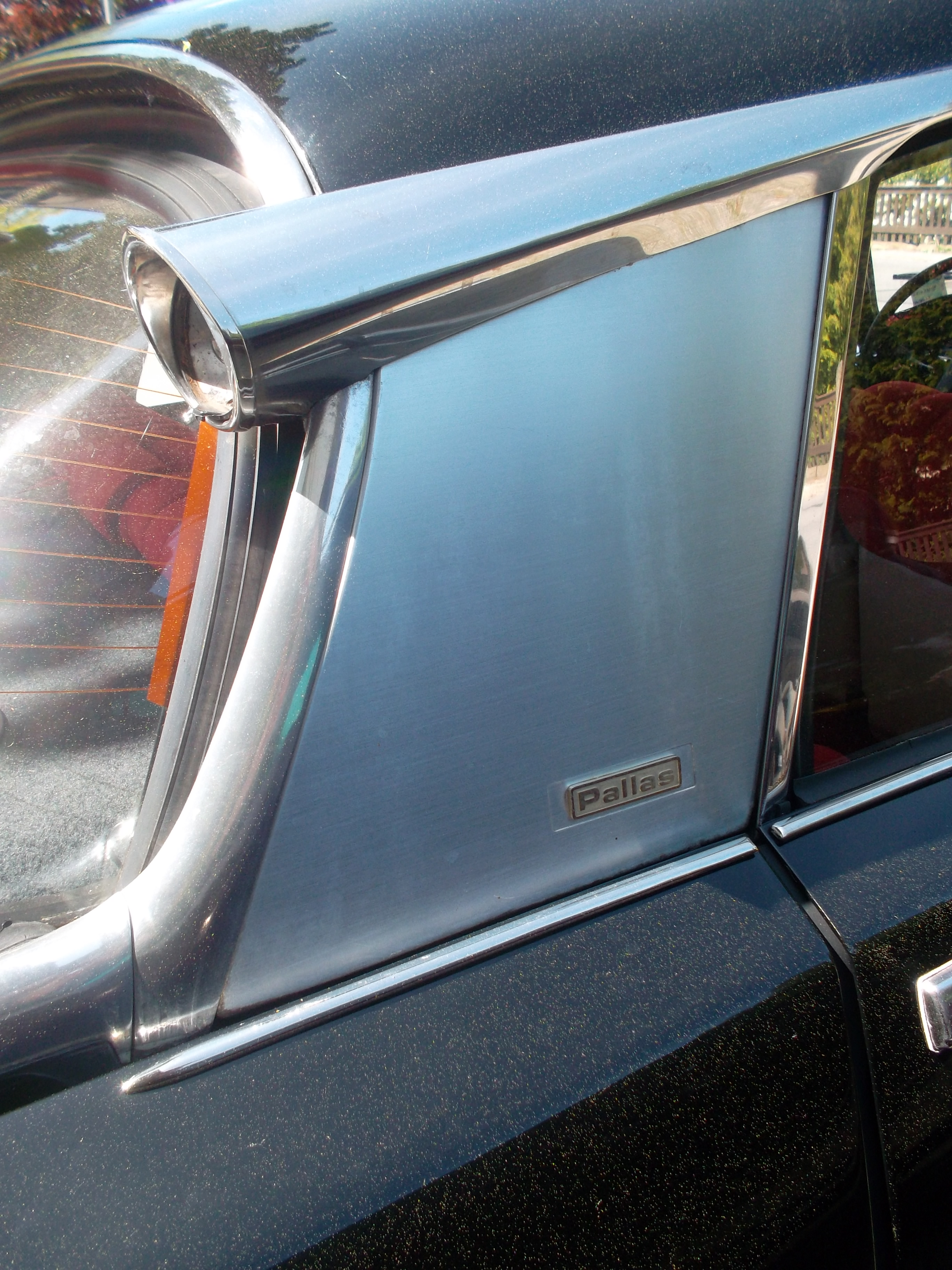
Breite C-Säule des DS mit dem hinteren Blinker am Dachabschluss, unten an der C-Säule das Schild mit dem „Pallas“-Schriftzug
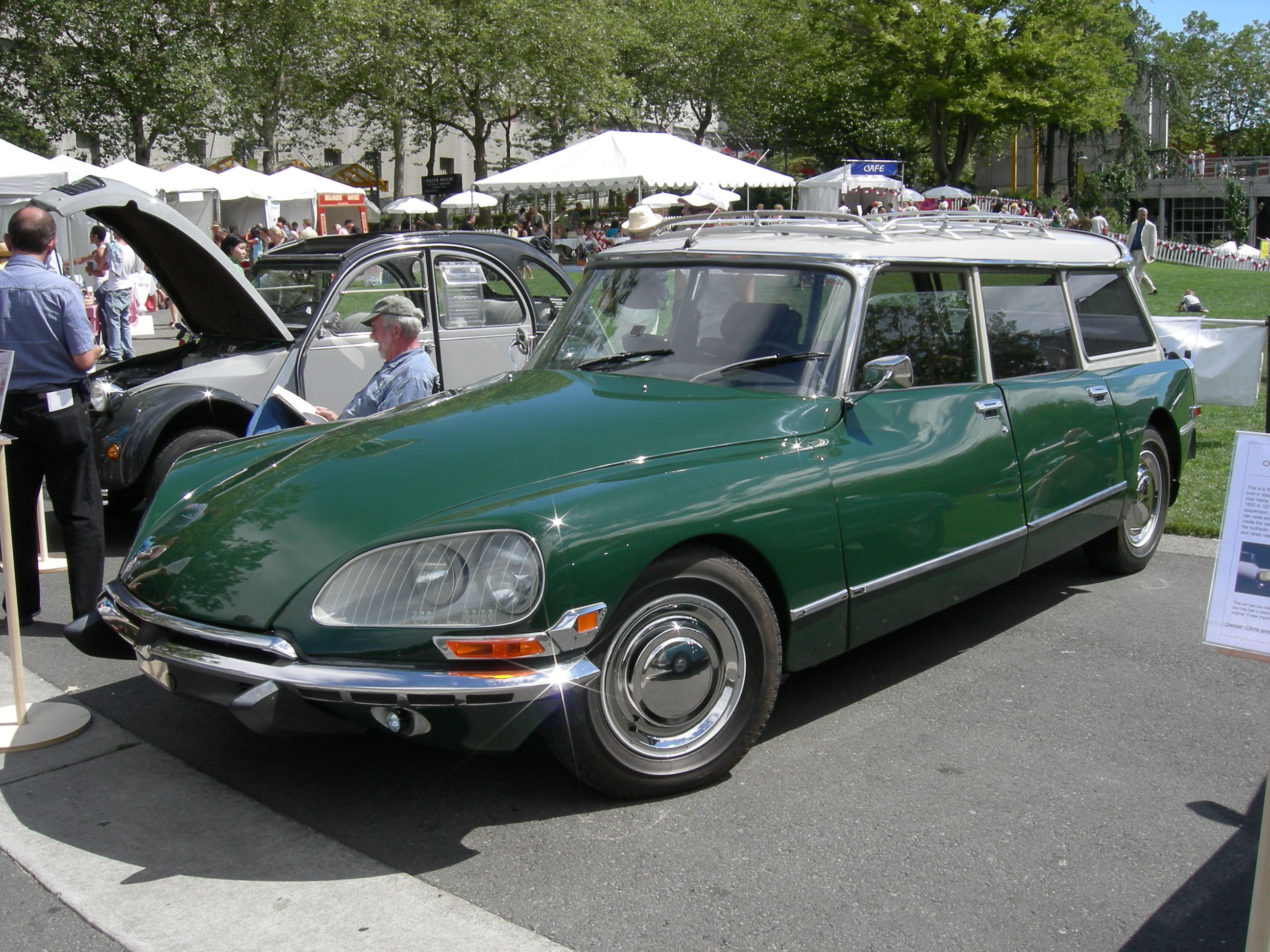
Citroën DS Break (1971–1975) mit Blinkern der US-Version
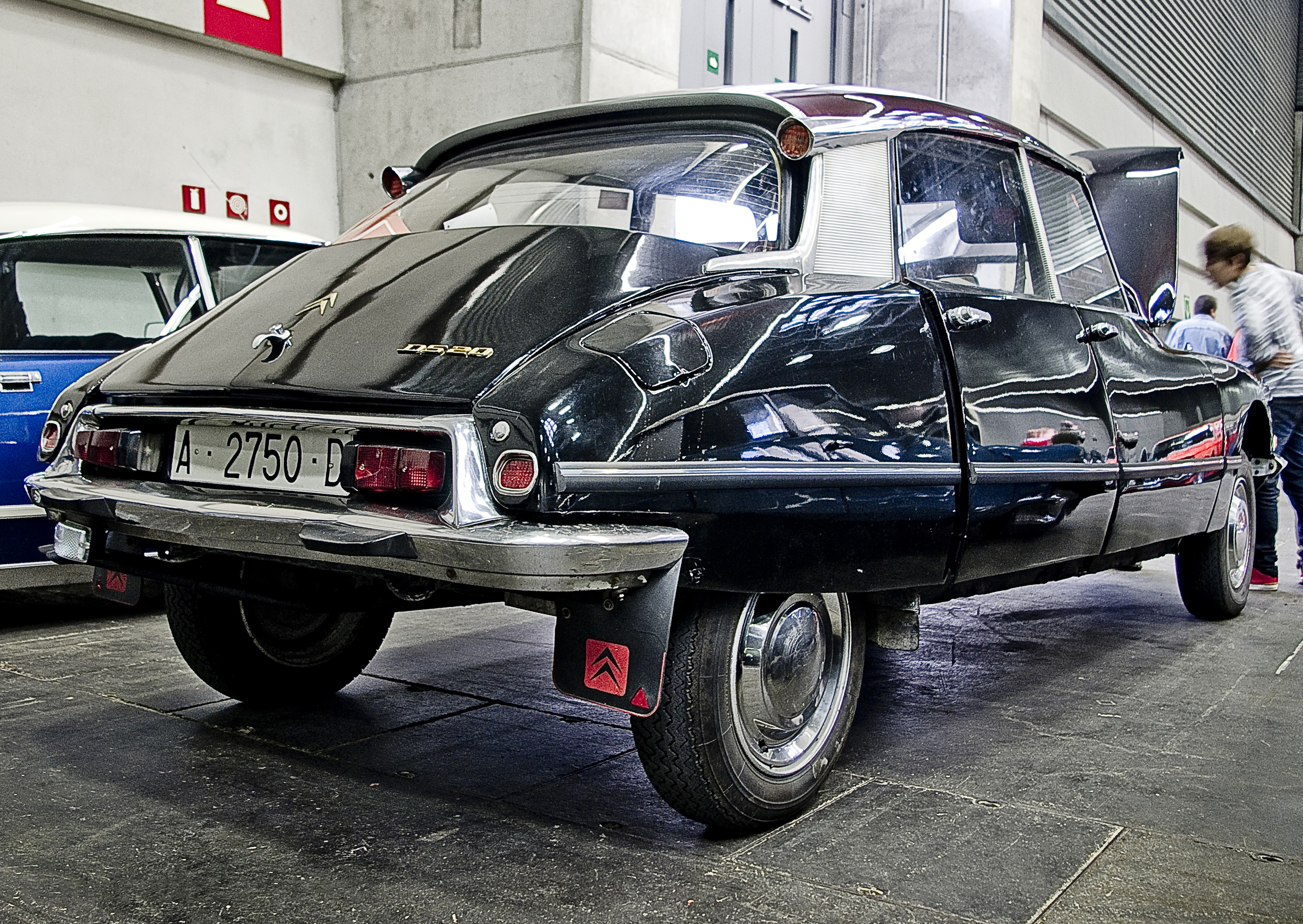
Citroën DS 20 'tiburón' (mit hochgestelltem Fahrwerk)
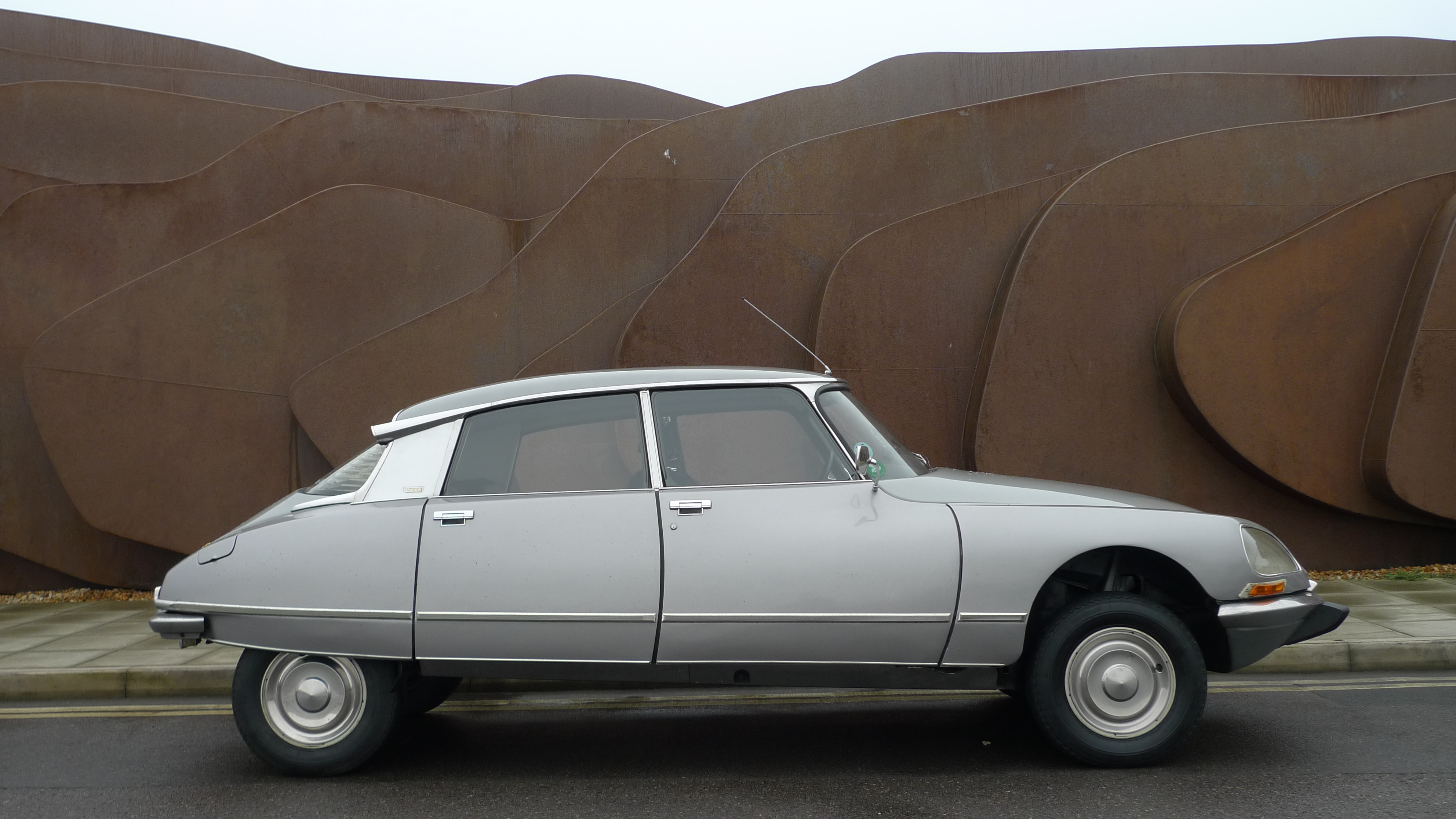
DS mit hochgestelltem Fahrwerk
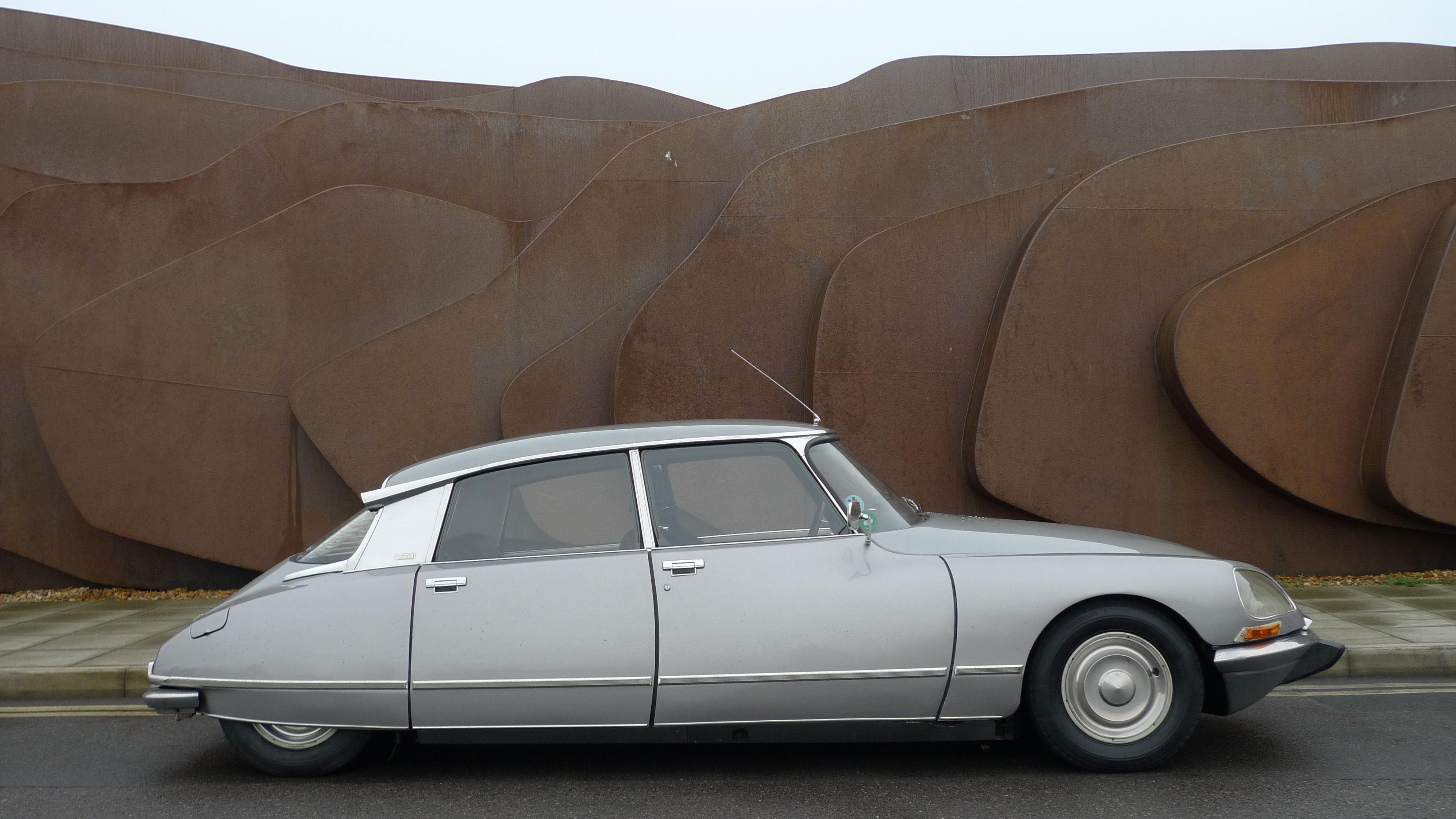
DS mit tiefgestelltem Fahrwerk

## Einstufung im französischen Steuer- und Versicherungssystem
Die beiden kleineren Motoren mit 1911 und 1985 cm³ wurden als 11 CV eingestuft, womit der Wagen auch der legitime Nachfolger des 11 CV Traction Avant war. Der Motor mit 2175 cm³ war ein 12 CV, und das Spitzenmodell mit 2347 cm³ wurde mit 13 CV eingestuft.

## Modellgeschichte

### Übersicht
| DS-Modelle - DS 19 - DS 20 - DS 21 - DS 21ie - DS 23 - DS 23ie | ID-Modelle - ID 19 - ID 20 | D-Spécial-/D-Super-Modelle - D Spécial - D Super - D Super 5 |

| Jahr | DS 19 | DS 20 | DS 21 | DS 21ie | DS 23 | DS 23ie | ID 19 | ID 20 | D Spécial | D Super | D Super 5 |
| ---- | ----- | ----- | ----- | ------- | ----- | ------- | ----- | ----- | --------- | ------- | --------- |
| 1955 |       |       |       |         |       |         |       |       |           |         |           |
| 1956 |       |       |       |         |       |         |       |       |           |         |           |
| 1957 |       |       |       |         |       |         |       |       |           |         |           |
| 1958 |       |       |       |         |       |         |       |       |           |         |           |
| 1959 |       |       |       |         |       |         |       |       |           |         |           |
| 1960 |       |       |       |         |       |         |       |       |           |         |           |
| 1961 |       |       |       |         |       |         |       |       |           |         |           |
| 1962 |       |       |       |         |       |         |       |       |           |         |           |
| 1963 |       |       |       |         |       |         |       |       |           |         |           |
| 1964 |       |       |       |         |       |         |       |       |           |         |           |
| 1965 |       |       |       |         |       |         |       |       |           |         |           |
| 1966 |       |       |       |         |       |         |       |       |           |         |           |
| 1967 |       |       |       |         |       |         |       |       |           |         |           |
| 1968 |       |       |       |         |       |         |       |       |           |         |           |
| 1969 |       |       |       |         |       |         |       |       |           |         |           |
| 1970 |       |       |       |         |       |         |       |       |           |         |           |
| 1971 |       |       |       |         |       |         |       |       |           |         |           |
| 1972 |       |       |       |         |       |         |       |       |           |         |           |
| 1973 |       |       |       |         |       |         |       |       |           |         |           |
| 1974 |       |       |       |         |       |         |       |       |           |         |           |
| 1975 |       |       |       |         |       |         |       |       |           |         |           |

### Detailentwicklung alle Modelle
- 1955: 6. Oktober: Vorstellung der DS 19
- 1956: Frühjahr: manuelle Verstellbarkeit der Bodenfreiheit von 9 bis 28 Zentimeter
- 1958: Vorstellung des Kombi Break
- 1959: neues Design der hinteren Kotflügel: länger und abgerundet, mit nun eingebetteten statt aufgesetzten Rückstrahlern
- 1960: Luftauslässe auf den vorderen Kotflügeln 1960 bis 1962
- 1960: August: Umstellung der Elektrik von 6 auf 12 Volt
- 1961: Vorstellung des Cabriolets
- 1961: Neues Armaturenbrett aus Blech und Kunstleder statt, wie bisher, aus Kunststoff
- 1962: 2. Serie mit überarbeiteter, strömungsgünstigerer Front mit geschlossenerer Schürze und Gummipuffern auf der Stoßstange
- 1964: Wechsel der synthetischen Hydraulikflüssigkeit von HF Rouge LHS (rot) auf LHS2 (farblos)
- 1965: September: neuer Motor mit fünffach gelagerter Kurbelwelle und verkleinertem Hubverhältnis
- 1965: Räder mit fünf Schrauben statt Zentralverschluss
- 1965: Änderung der Reifengröße von bisher 400er auf 380er
- 1965: Änderungen an der Frontpartie, wobei die Lufteinlässe der Bremsen unterhalb der Stoßstange breiter und kürzer wurden
- 1966: Herbst: Wechsel auf mineralische Hydraulikflüssigkeit, LHM (grün)
- 1967: Herbst: neue Front mit Scheinwerfern hinter Glas
- 1967: September: Schwenkscheinwerfer (die innenliegenden Fernscheinwerfer) bei Pallas und Cabrio als Standard, gegen Aufpreis bei ID und normalen DS lieferbar
- 1968: September: alle deutschen und österreichischen DS mit Schwenkscheinwerfern ausgestattet
- 1968: September: neues schwarzes Armaturenbrett, elektrische Scheibenwaschanlage
- 1968: bequemere Sitze mit höherer, stufenlos verstellbarer Rückenlehne
- 1969: Oktober: neues Armaturenbrett und Einführung von Rundinstrumenten
- 1971: Herbst: Einführung versenkter Türgriffe
- 1973: April: neues Werk in Aulnay-sous-Bois
- 1975: 24. April: die letzte DS-Limousine läuft vom Band
- 1977: Produktionsende der Kombiversion

### Detailentwicklung DS 19 und DS 20
- 1955: DS 19 neu mit überarbeitetem Motor aus dem 11 CV, weiterhin dreifach gelagert mit 1911 cm³ (78 × 100 mm), Veränderungen: seitengesteuerter Alu-Querstrom-Zylinderkopf mit zentraler Zündkerze und V-förmig hängenden vergrößerten Ventilen und erweiterten Ansaugwegen, Verdichtung 7,5, 75 SAE-PS / ca. 70,5 DIN-PS bei 4500/min
- 1961: Frühjahr: Motorleistung auf 80 DIN-PS (83 SAE-PS) bei 4250/min erhöht durch Verdichtung auf 8,5 mit gewölbten Kolben
- 1961: neues Armaturenbrett (etwas traditioneller gestaltet)
- 1962: Herbst: neue, glattere Frontgestaltung für bessere Aerodynamik
- 1963: Februar: auch mit manueller Schaltung lieferbar
- 1964: September: Pallas-Ausstattung lieferbar, erkennbar an den Jod-Zusatzscheinwerfern, Zierleisten
- 1964: Gurte an den Vordersitzen lieferbar
- 1965: neuer Motor: DY mit 1985 cm³ (86 × 85,5 mm), 84 DIN-PS bei 5250/min, lieferbar 1965 bis 1968
- 1968: Variation zur DS 20 mit Motor DY2 mit 90 DIN-PS bei 5750/min
- 1971: Motorleistung von 90 auf 98 DIN-PS erhöht (DY3)

### Detailentwicklung DS 21 und DS 23
- 1965: DS 21 neu mit Motor DX mit 2175 cm³ (90 × 85,5 mm), fünffach gelagert, Verdichtung 8,75, 100 DIN-PS bei 5500/min
- 1968: neuer Motor DX2 mit 104 DIN-PS
- 1969: Oktober: parallel als DS 21 ie mit elektronisch geregelter Einspritzung (Bosch D-Jetronic) verfügbar, Motor DX3 mit 120 DIN-PS bei 5250/min, Verdichtung 9,0
- 1970: mechanisches Fünfganggetriebe auf Wunsch verfügbar
- 1971: vollautomatisches dreistufiges BorgWarner-Getriebe auf Wunsch lieferbar
- 1972: Variation zur DS 23 mit Motor DX4 und Vergaser mit 110 DIN-PS und DS 23 ie mit Motor DX5 mit Einspritzung und 126 DIN-PS, DX4 und DX5 mit gleicher Geometrie von 2347 cm³ (93,5 × 85,5 mm)

### Detailentwicklung ID, D Spécial und D Super/5
Die ID- und D-Super-Modelle sind im Vergleich zu den DS-Modellen einfacher ausgestattet. Das betrifft das Äußere des Wagens, das Interieur und auch die eingesetzte Technik.
Das erste Basismodell ID 19 Normale war gegenüber der ID 19 Luxe in der Motorleistung noch weiter auf 58 PS (63 SAE-PS) reduziert – hier kam der unveränderte Motor mit Parallelstrom-Zylinderkopf aus dem Vorgänger 11 CV zum Einsatz.
Die übrigen ID hatten wie die DS den modernisierten Motor, jedoch durch einfachere Vergaser und niedrigere Verdichtung auf zunächst 66 SAE-PS (ID 19) gedrosselt.
- 1957: Vorstellung der ID 19 im Mai
- 1960: August: Wechsel zu 12 Volt Bordspannung
- 1960: Oktober: auf Wunsch mit hydraulischer Servolenkung lieferbar.
- 1961: Herbst: Hochdruckbremse (einfacher konstruiert, weiterhin mit Pedalbetätigung)
- 1964: Motor mit 70 PS
- 1965: Motor mit 74 PS
- 1966: erst jetzt neue Motorengeneration mit 78 PS mit fünffacher Lagerung und Kurzhub
- 1966: Umstellung auf Hydraulikflüssigkeit LHM
- 1967: Herbst: neue Front mit Scheinwerfern hinter Glas
- 1968: ID 20 verfügbar nun mit 90 PS; die ID 19 wird jedoch weiter produziert
- 1969: ID 19 wird zur D Spécial (eingefärbtes Dach)
- 1969: ID 20 wird zur D Super
- 1970: September: D Super ist auf Wunsch mit Fünfganggetriebe lieferbar
- 1970: bei der deutschen und österreichischen D Super wird die hydraulische Servolenkung serienmäßig
- 1971: Herbst: versenkte Türgriffe; D Super mit 98 PS
- 1972: D Super 5 ersetzt in Deutschland und Österreich die D Super; der Motor mit 104 PS und das Fünfganggetriebe aus der ausgelaufenen DS 21 finden hier Verwendung
- 1972: die D Spécial erhält den Motor der D Super mit 98 PS

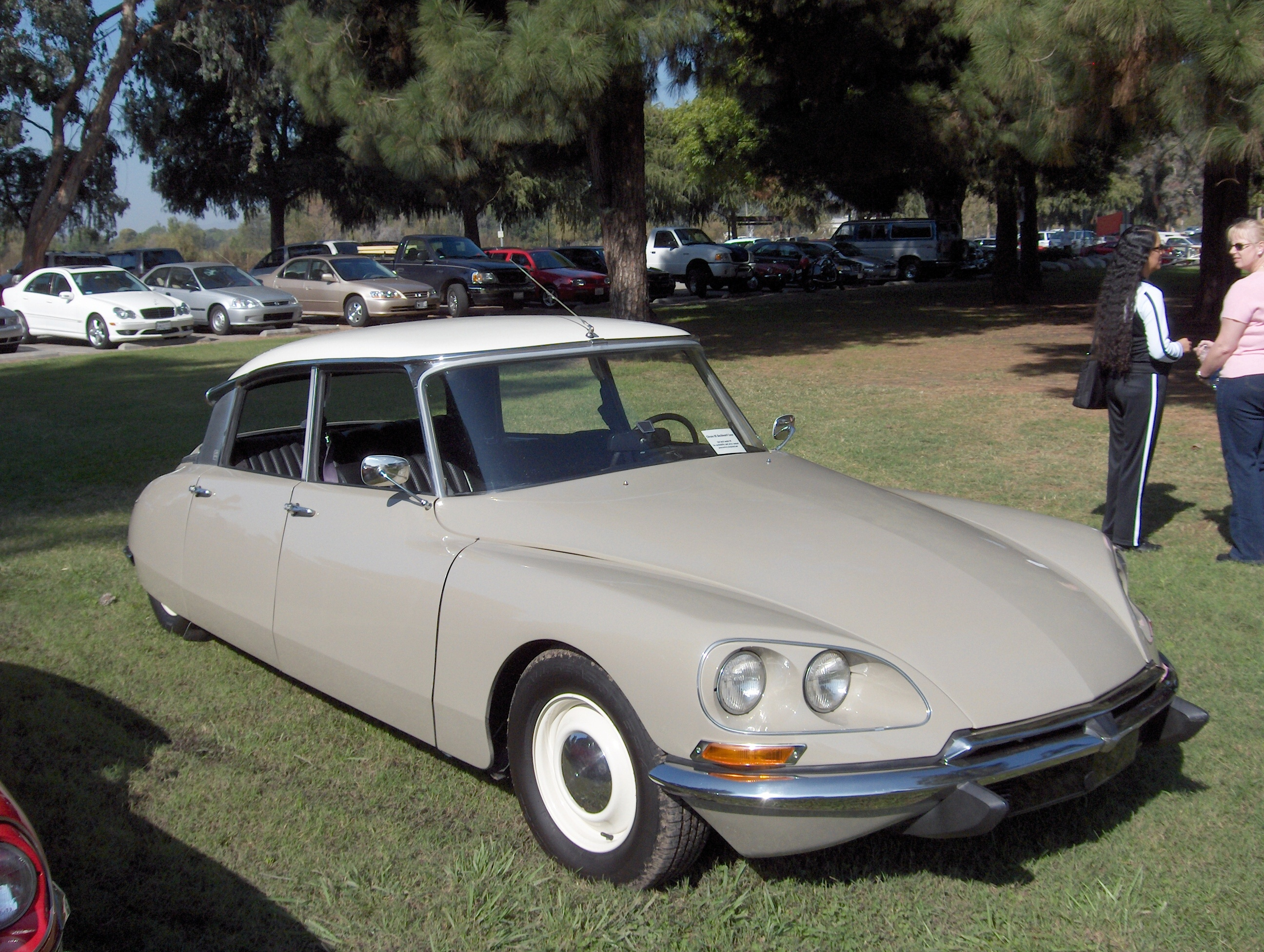
Citroën ID 19 US-Ausführung von 1969, noch ohne Seitenmarkierungsleuchten aber Sealed-Beam-Scheinwerfern
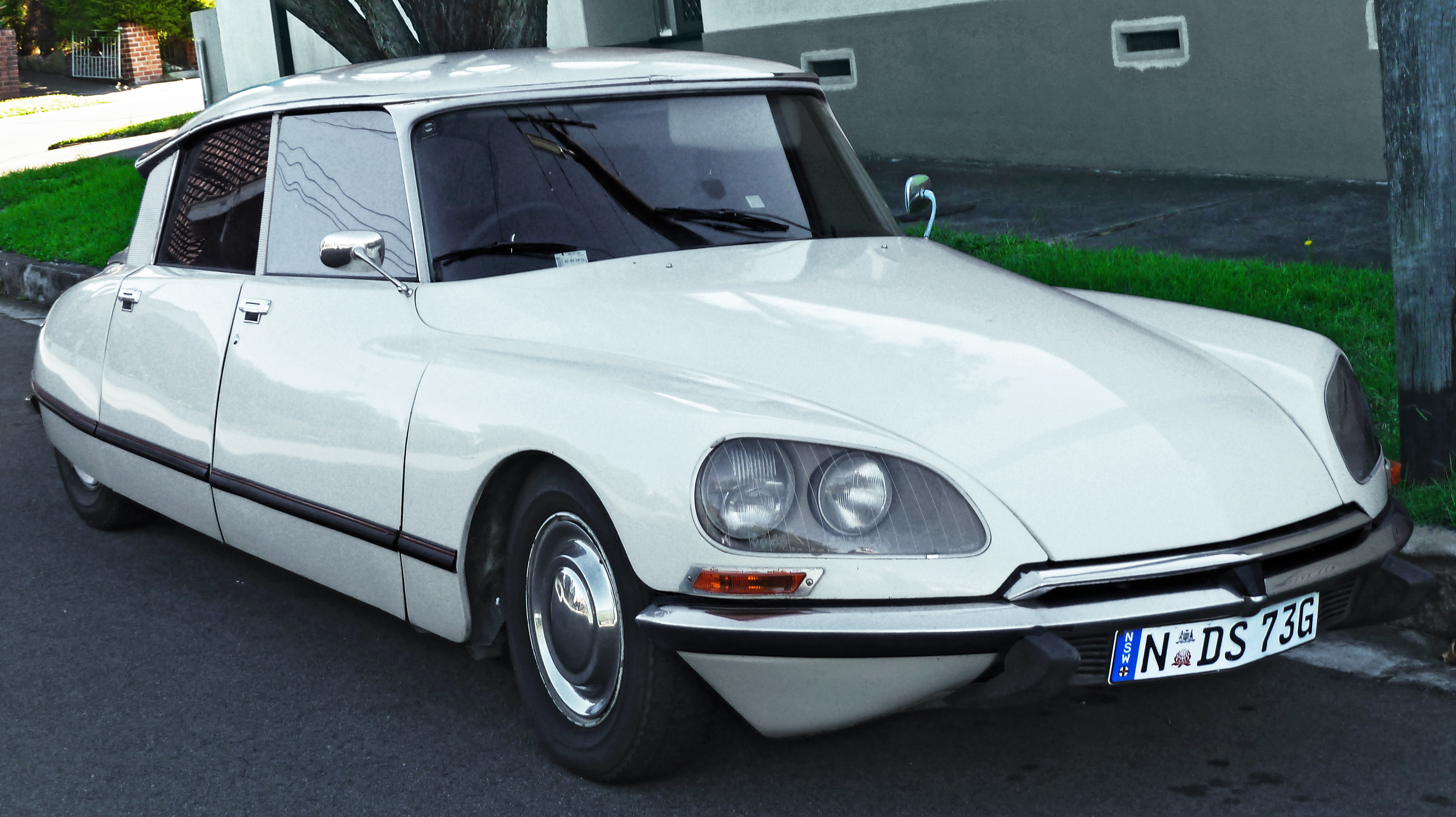
Citroën D Spécial 1969–1975 (Rechtslenker in Australien, Wischgetriebe auf Fahrer ausgerichtet)
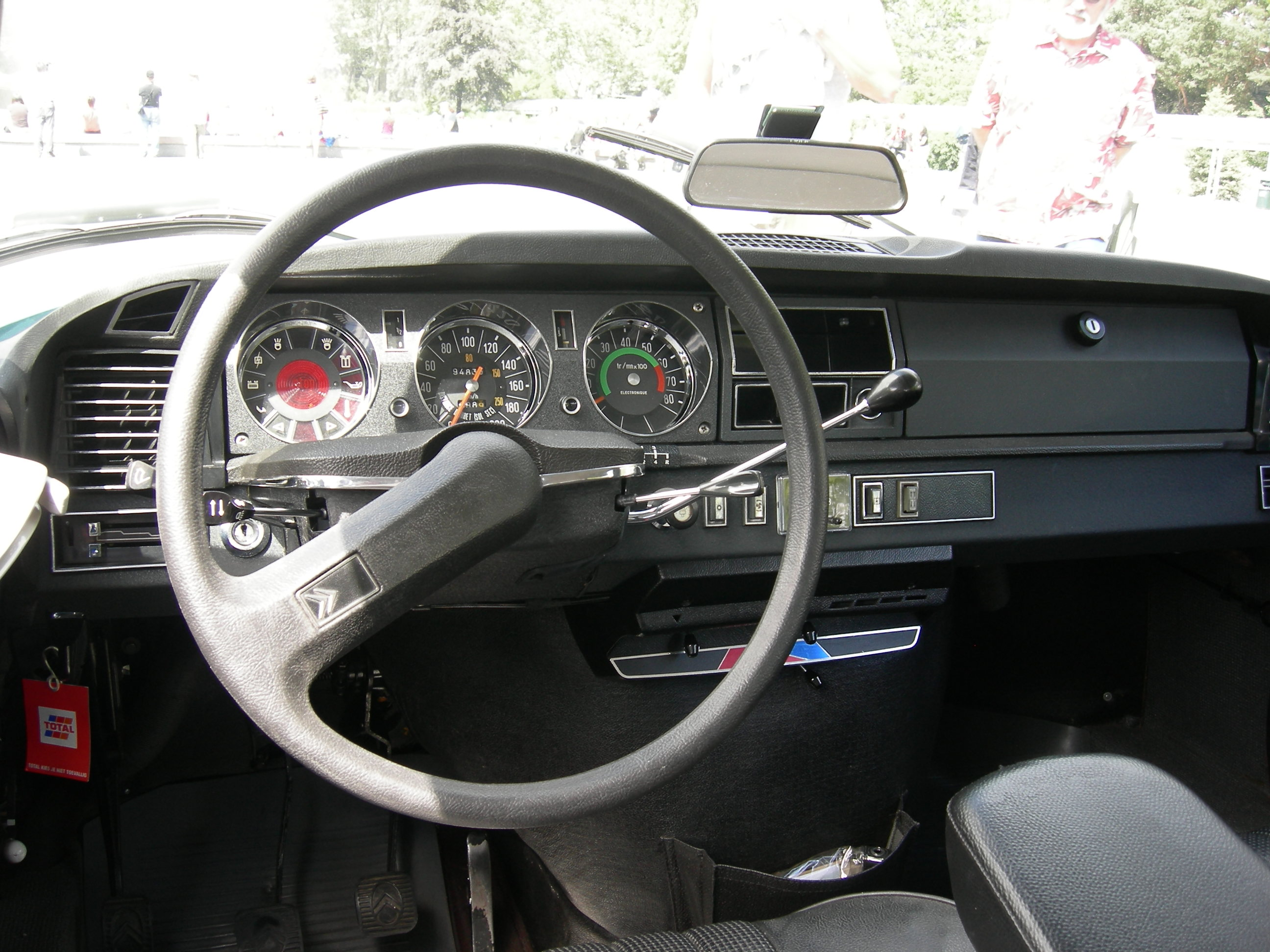
Armaturenbrett eines D Spécial 1974

## Sonderkarosserien
Auf der Basis der DS – und seltener der ID – wurden einige unterschiedliche Sonderaufbauten verwirklicht. Zu ihnen gehören Cabriolets, Coupés, Sonderlimousinen und besondere Nutzfahrzeugaufbauten wie Kranken- oder Lieferwagen.

### Cabriolets
Die bekanntesten und auf dem Oldtimermarkt am häufigsten nachgefragten Sonderversionen sind die Cabriolets. Es gibt von Citroën aufgebaute Cabriolets (meist Usine genannt), von Ateliers Henri Chapron aufgebaute Cabriolets (Chapron) und im Kundenauftrag hergestellte Cabriolets.

#### Werkscabriolets „Usine“
Das Cabriolet Usine wurde von September 1960 bis August 1971 im Auftrag Citroëns in den Ateliers Henri Chapron hergestellt. Die Gestaltung der Werkscabriolets folgte einem Entwurf von Flaminio Bertoni. Das Fahrzeug war als viersitziges Cabriolet konzipiert. Das Stoffverdeck reichte im geschlossenen Zustand seitlich bis an die Fenster der vorderen Türen heran; es gab also – anders als bei einigen Kundenversionen Chaprons – keine hinteren Seitenfenster. Die hinteren Kotflügel waren von Beginn an einteilig; sie hatten also keine Schweißnaht vor den Hinterrädern. Dadurch unterschied sich das Werkscabriolet von einigen frühen bei Chapron hergestellten Kunden-Cabriolets. Die Frontpartie machte im Laufe der Jahre die gleiche Entwicklung durch wie die Limousine.
Citroën beendete den Auftrag zur Produktion des Cabriolet Usine im Sommer 1971. Bis dahin baute Chapron für Citroën 1219 Cabriolets auf der Basis des Citroën DS und 106 weitere Exemplare mit ID-Technik. Bis 1974 entstanden auf Kundenwunsch etwa sieben Cabriolets, die stilistisch dem Werksmodell entsprachen.

### Cabriolets „Chapron“
Neben diesen Werkscabriolets, die sich im Laufe der Jahre wenig änderten, schuf Chapron eine Reihe weiterer Cabriolets, die sich von den Werksmodellen teilweise erheblich unterschieden. Anders als bei den Werkscabriolets verwendete Chapron für seine eigenen Modelle üblicherweise eine um sechs Zentimeter niedrigere Frontscheibe; bei einigen Exemplaren wurde allerdings auf Kundenwunsch auch die serienmäßige, hohe Frontscheibe verwendet. Zwischen 1958 und 1970 entstanden in fünf Serien etwa 120 reine Chapron-Cabriolets, die in verschiedenen Ausführungen lieferbar waren. Zu ihnen gehörten die viersitzigen Cabriolets La Croisette (1958 bis 1962; 52 Exemplare) und Palm Beach (1963 bis 1970; 30 Exemplare) sowie das 2+2-sitzige Modell Le Caddy (1960 bis 1968; 34 Exemplare), das ein knapper geschnittenes Verdeck hat.

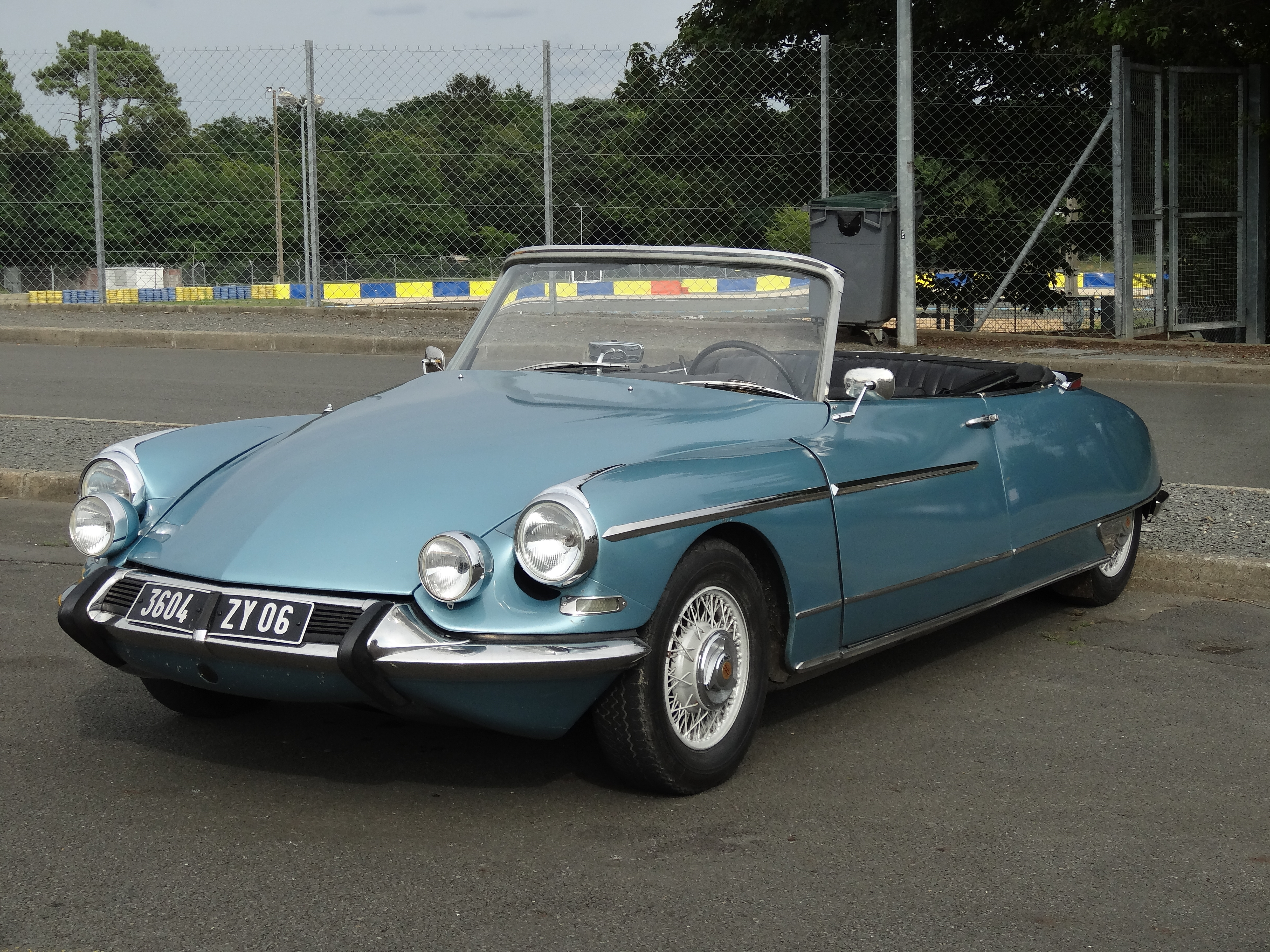
Chapron le Caddy (Bauzeit 1960–1968, frühe Version)
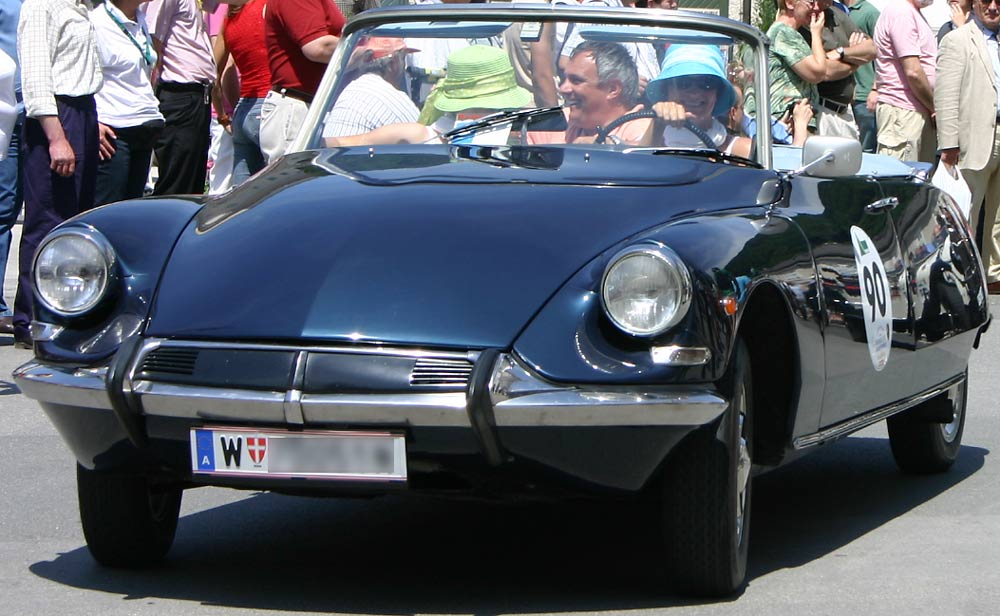
Citroën DS 21 Chapron Cabrio[10] (1960–1967)
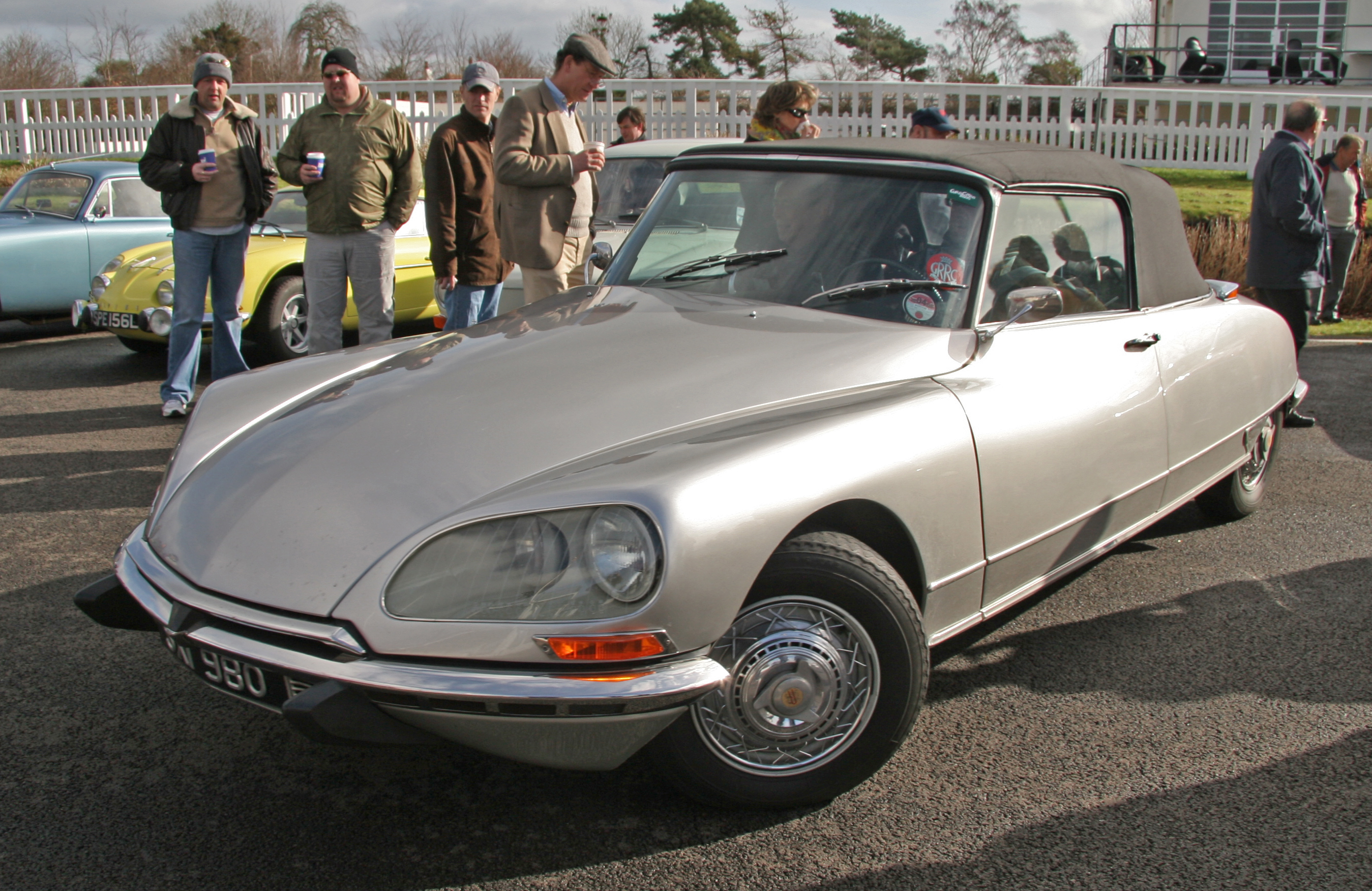
Citroën DS Cabrio (Bauzeit 1967–1971)
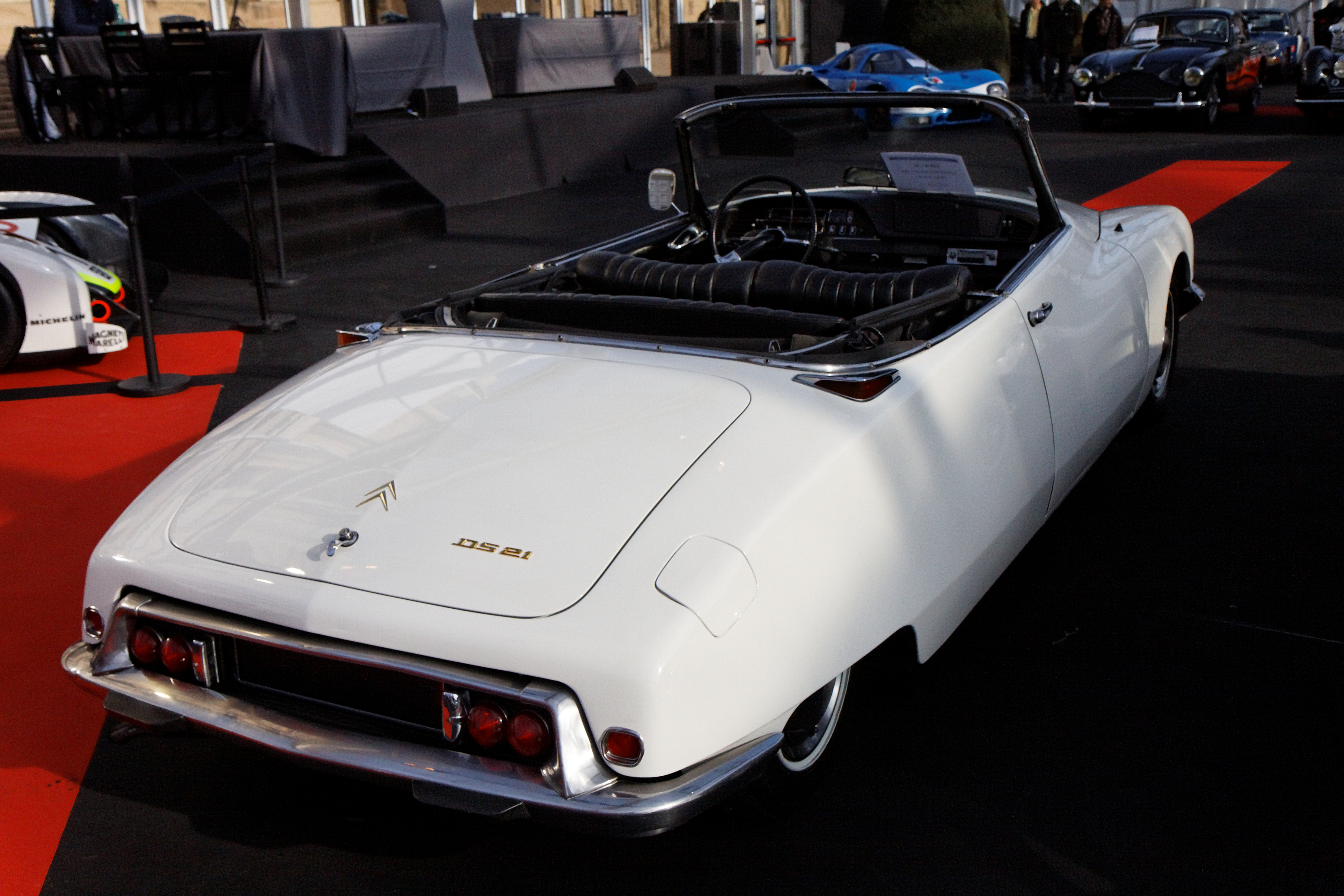
Citroën DS 21 Cabrio (1969)

#### Weitere Cabriolets
Neben den Werkscabriolets und Chaprons Kundenversionen fertigten zahlreiche andere Karosseriehersteller weitere Cabriolets auf der Basis des Citroën DS, die allerdings nur in wenigen Exemplaren oder als Einzelstücke hergestellt wurden. Zu ihnen gehörten viertürige Citroën DS-Cabriolets von Heuliez. Das Stuttgarter Unternehmen Reutter, das später in RECARO umbenannt wurde, entwickelte 1960 im Auftrag der deutschen Citroën-Niederlassung ein viertüriges Cabriolet auf DS-Basis, das einen aufwendigen Verdeckmechanismus hatte und in sieben Exemplaren verwirklicht wurde. Einige wenige Cabriolets lieferten 1959 und 1960 die Gebrüder Beutler in Thun. Autenrieth in Darmstadt erstellte einen Entwurf für ein DS-Cabriolet; dessen Realisierung ist nicht belegt.

### Coupés von Chapron
Parallel zu den Cabriolets bot Henri Chapron auch einige unterschiedliche Coupés auf der Basis der DS an, die – abgesehen vom fest stehenden Dach – stilistisch seinen Cabriolets entsprachen. Der Le Paris (1958–1960; neun Exemplare) und der Concorde (1960–1965; 38 Exemplare) waren geschlossene Versionen der viersitzigen Cabriolets Croisette bzw. des Palm Beach; gleiches galt für den Le Léman (1965–1972; 25 Exemplare), der allerdings über eine flacher gestellte C-Säule verfügte. Der Le Dandy (1960 bis 1968; 49 Exemplare) hingegen war die Coupé-Version des 2+2-sitzigen Cabriolets Le Caddy. Er hatte – anders als die viersitzigen Coupés – keine hinteren Seitenfenster, sondern eine sehr breite B-Säule.

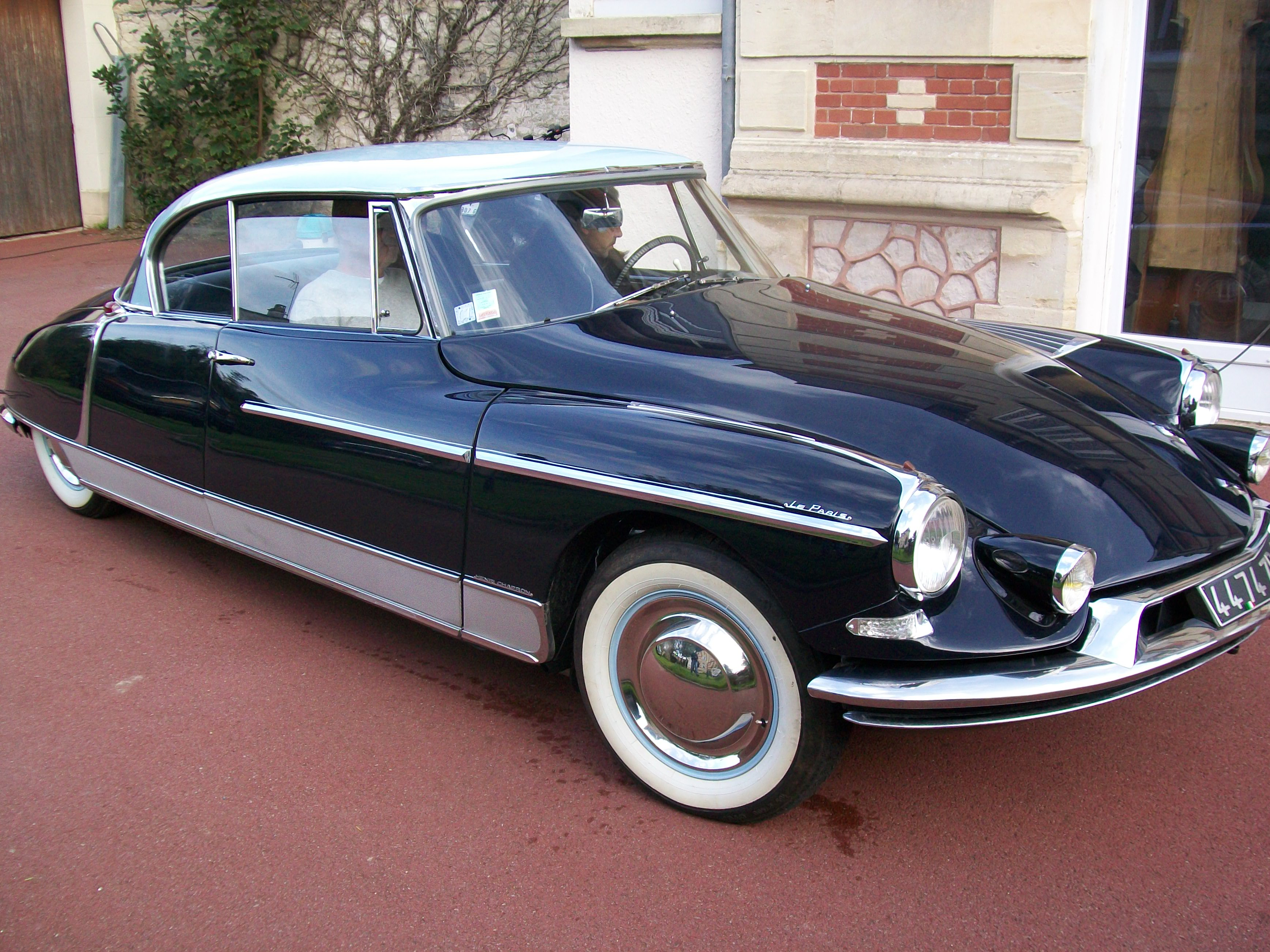
Chapron Le Paris Coupé (1958)
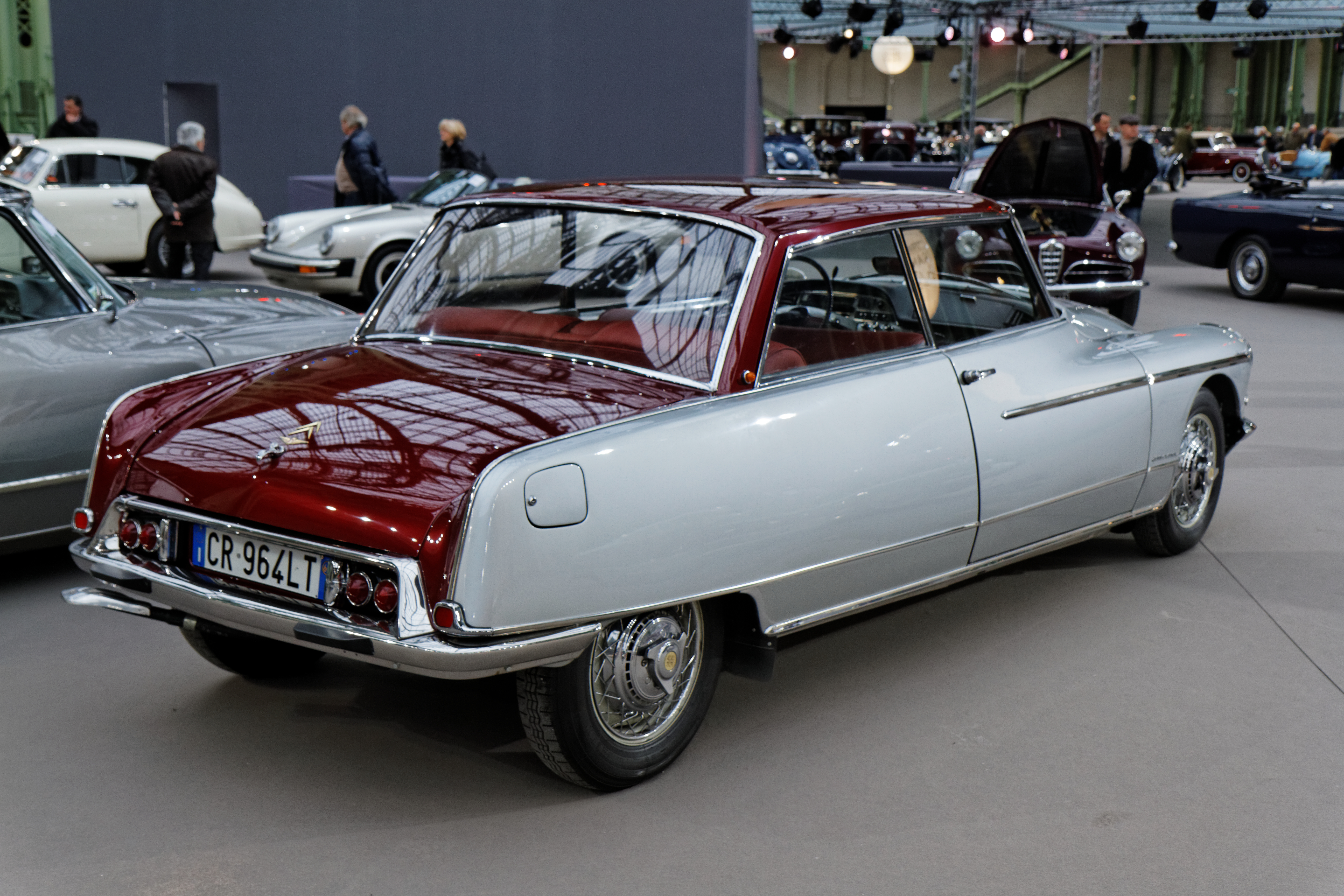
Chapron DS 19 Concorde Coupé (1964)
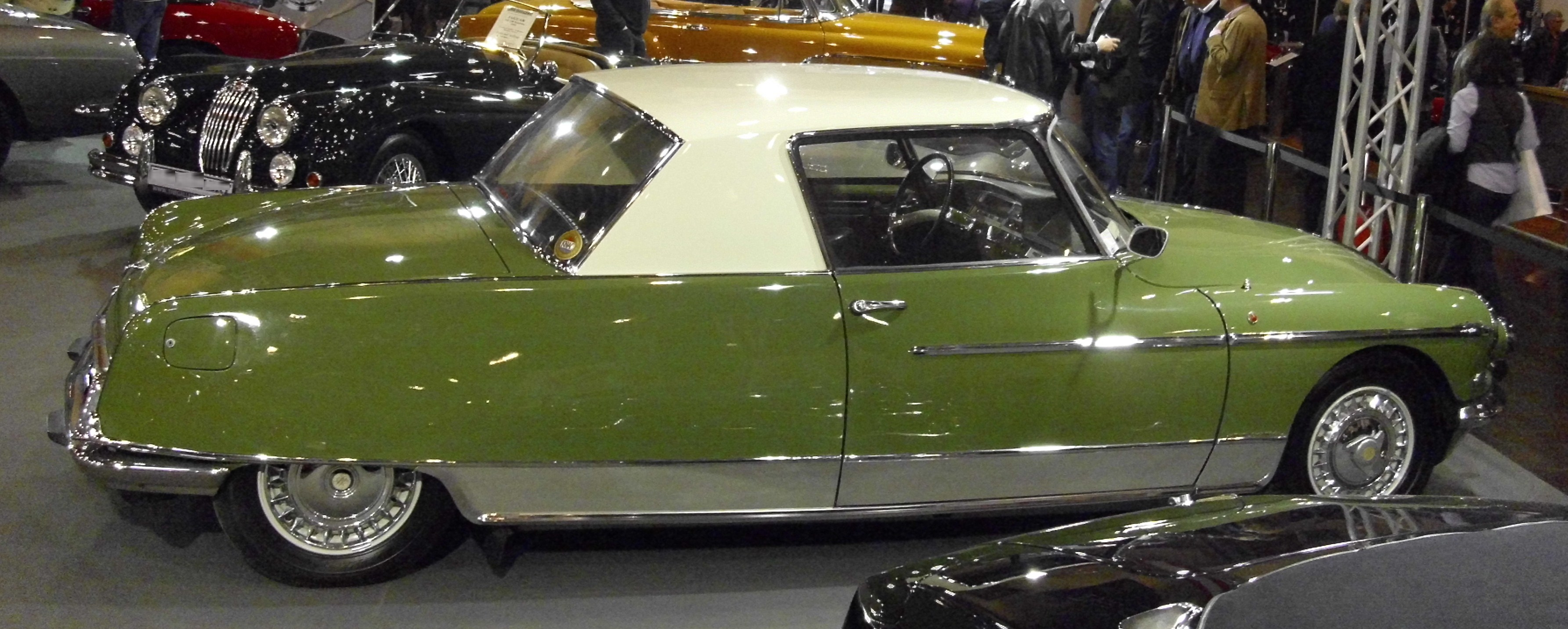
Chapron Le Dandy Coupé (1961)

Weitere Coupés entstanden unter anderem bei Barbero in Italien und bei Pichon-Parat in Frankreich. Sie basierten, anders als die Chapron-Coupés, auf einem verkürzten DS-Fahrgestell.

### Citroën GT 19 (Gété Coupé)

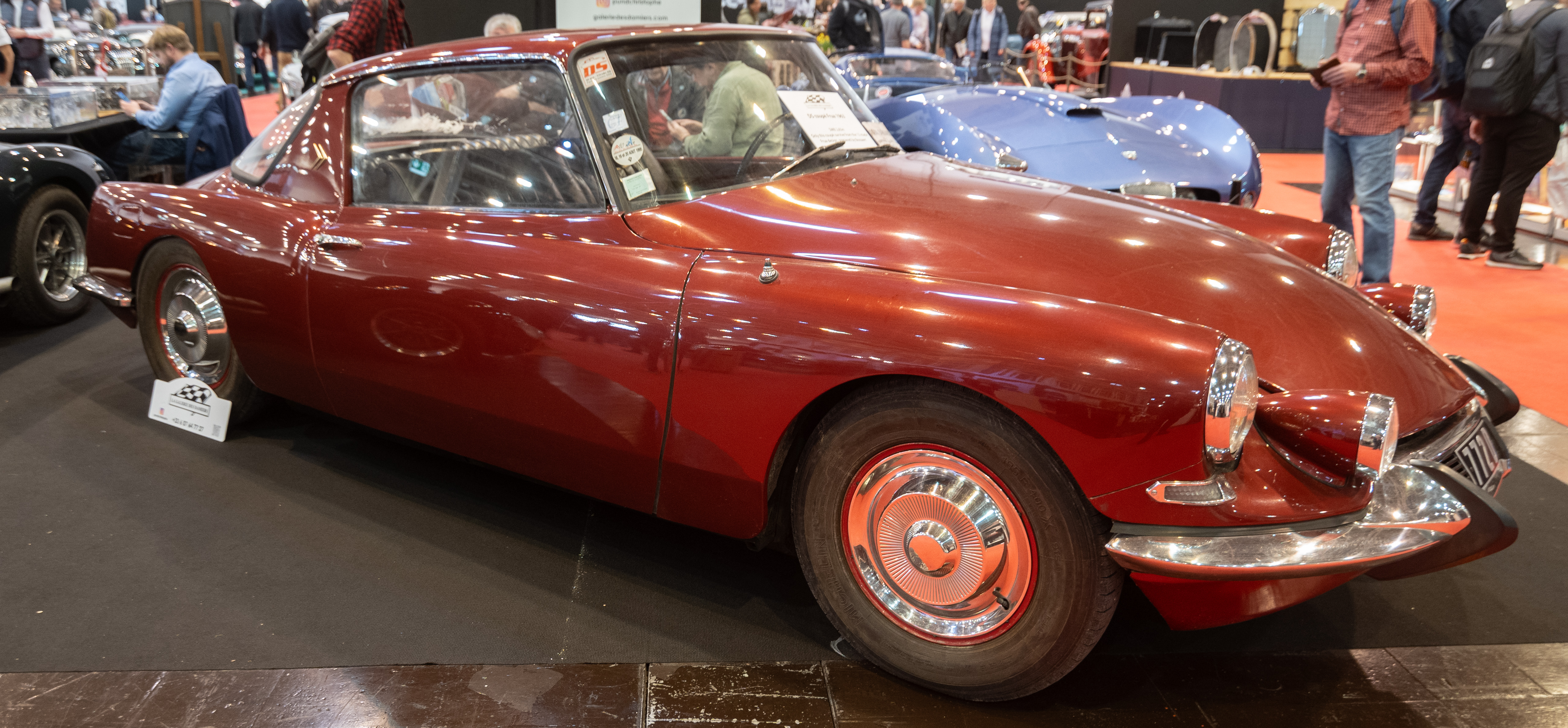
Citroën DS Gété Coupé (1963)

Unter dem Namen Citroën GT 19 wurden zwischen 1960 und 1965 bei Gété in Méteren 18 Coupés gebaut, von denen heute noch zwei existieren. Entworfen wurde das Coupé von Frua in Turin. Die Bodengruppe wurde um 47 cm gekürzt. Es entstand ein Auto mit einem 7 cm niedrigerem Dach, neuen Türen und einem völlig neuen Hinterteil mit Heckflossen. Auch der Motor wurden modifiziert und die Leistung auf 97 PS gesteigert. Mit 15.500 FF kostete der GT 19 rund das Doppelte wie die DS 19 Limousine.

### Sonderlimousinen

#### Chapron-Limousinen

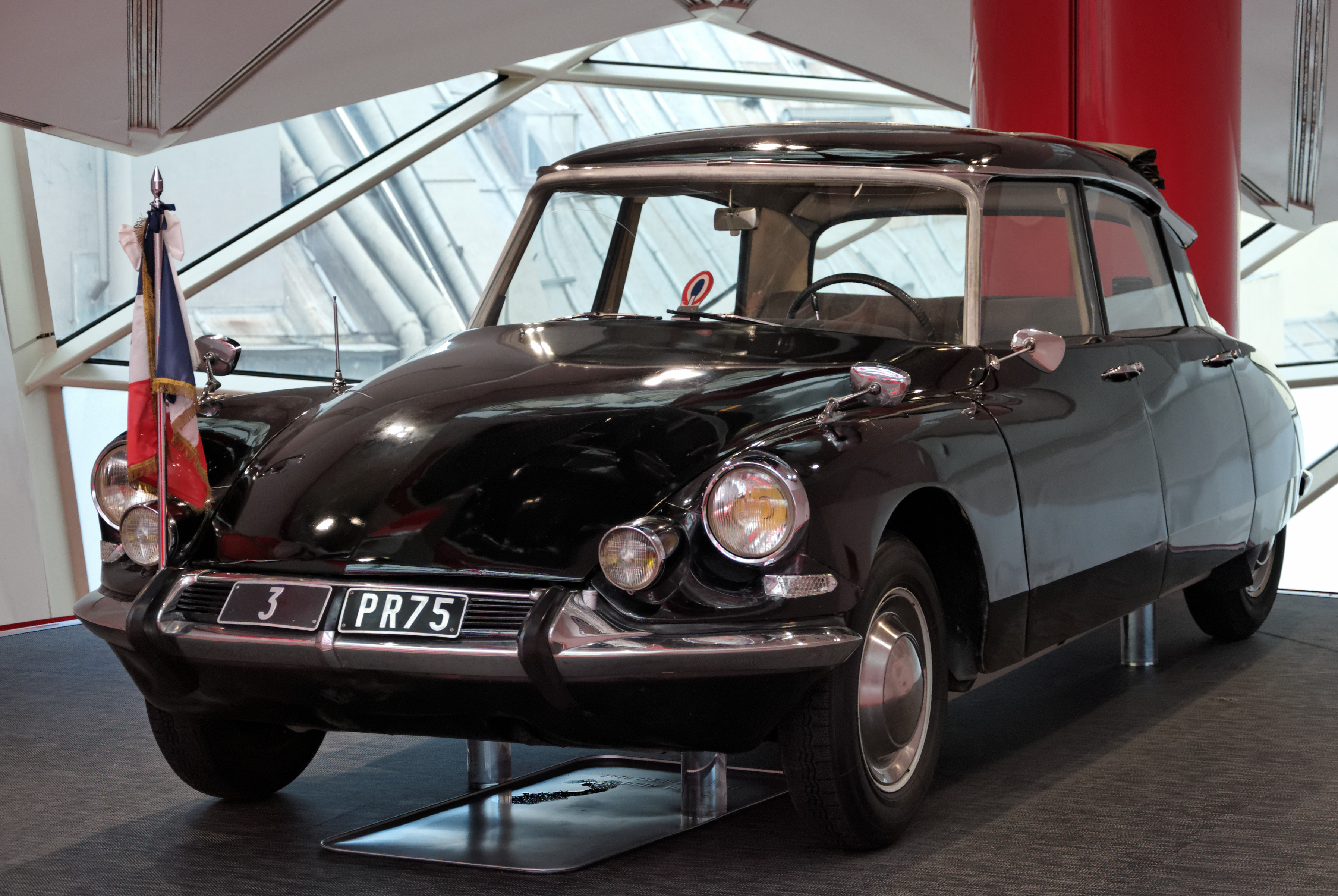
Citroën DS (1963) von Präsident Charles de Gaulle

Chapron baute zwischen 1965 und 1974 mehrere viertürige Limousinen auf der Basis der DS, die jeweils eigenständige Linien hatten. Zu ihnen gehörte die 1963 hergestellte DS Présidentielle, ein 6,40 Meter langes Repräsentationsfahrzeug mit stark verfremdeten Linien und einem Stufenheck, das von Charles de Gaulle gelegentlich bei offiziellen Anlässen genutzt wurde. Die Présidentielle wurde 1976 verkauft. Weitere Limousinen waren die DS 21 Chapron Majesty (25 Exemplare) und der Lorraine (19 Exemplare).

#### Smoliner Sechszylinder DS 19
Der Juniorchef der Citroën-Generalvertretung in Wien, Rudolf Smoliner, wählte 1960 eine neue DS 19 in schwarz, Version Prefecture, um ein wettbewerbsfähiges Rallyeauto zu bauen. Dazu wurde ein Sechszylinder-Gussblock aus dem Citroën Traction Avant 15 CV mit einem aus gekürzten DS-Alu-Zylinderköpfen zusammengeschweißten Zylinderkopf montiert. Mit drei Webervergasern leistete der Motor etwa 150 PS. Wegen des höheren Motorblocks musste eine Lufthutze auf die Motorhaube gesetzt werden. Das halbautomatische Getriebe wurde durch ein Schaltgetriebe mit Lenkradschaltung ersetzt. Diese Sechszylinder-DS war von 1961 bis 1963 zugelassen.

### Nutzfahrzeuge
Der Kombi (französisch Break) hatte den gleichen Radstand wie die Limousine (3125 mm), die größere Länge wurde durch einen größeren hinteren Überhang erzielt. Durch eine Ladefläche von etwa zwei Metern bei umgelegter oder entfernter Rückbank eignete sich dieses Modell auch ohne Karosserieumbauten für den Einsatz als Krankenwagen.
Einzelne Karosseriebaufirmen in Frankreich, von denen (Pierre) Tissier die bekannteste ist, bauten die Kombimodelle zu Großraumtransportern mit zwei Hinterachsen sowie erhöhtem und verlängertem Laderaum um. Diese verkehrten zwischen Paris und dem Ruhrgebiet bzw. Frankfurt, um Zeitungen zwischen Deutschland und Frankreich im Expressdienst zu transportieren.
Die vierachsigen DS-Eiltransporter von Tessie (1. Version) waren zwei Meter breit bei einer Länge von 9,5 Meter. Acht Stück wurden gefertigt.

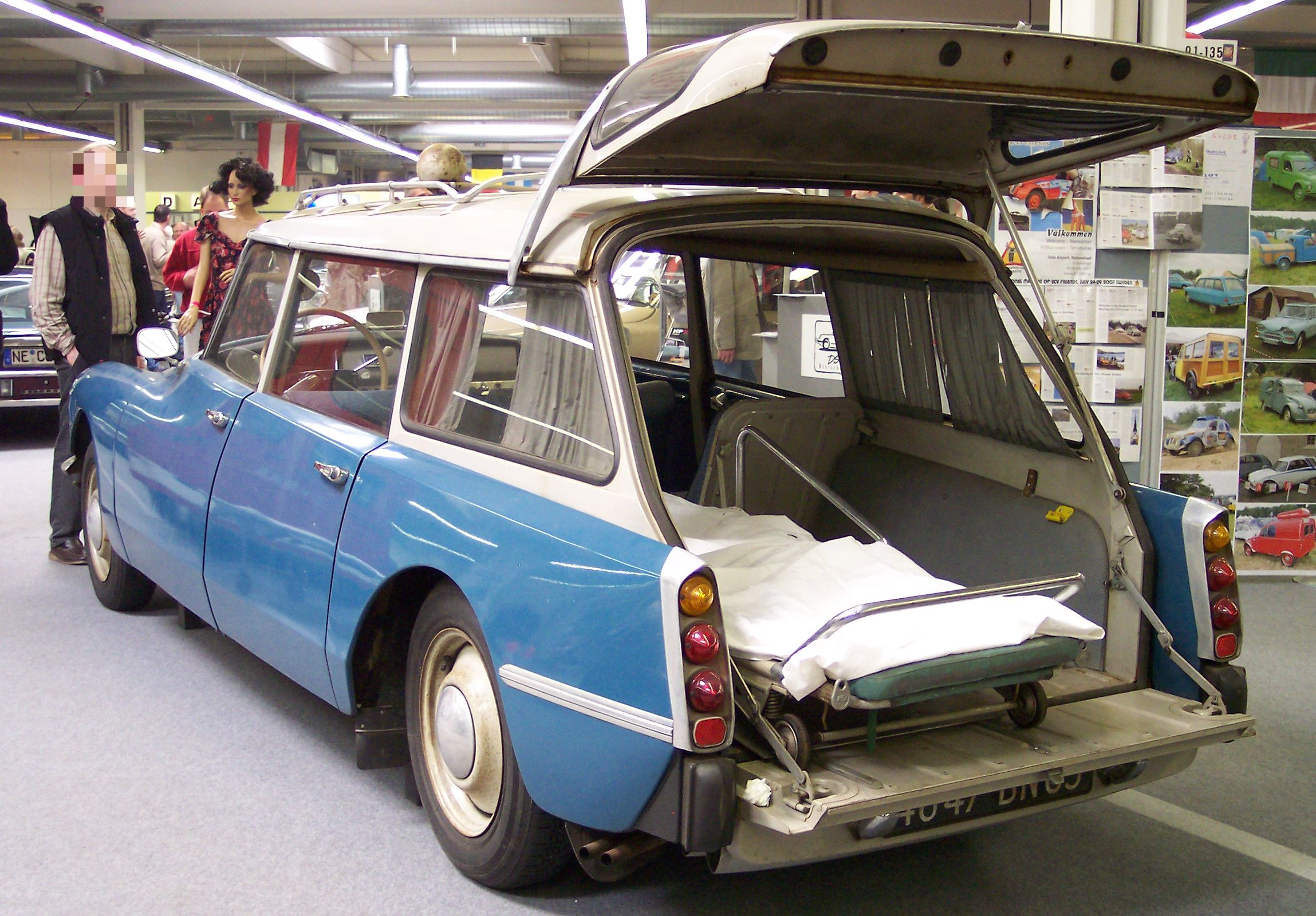
DS Break als einfacher Krankenwagen
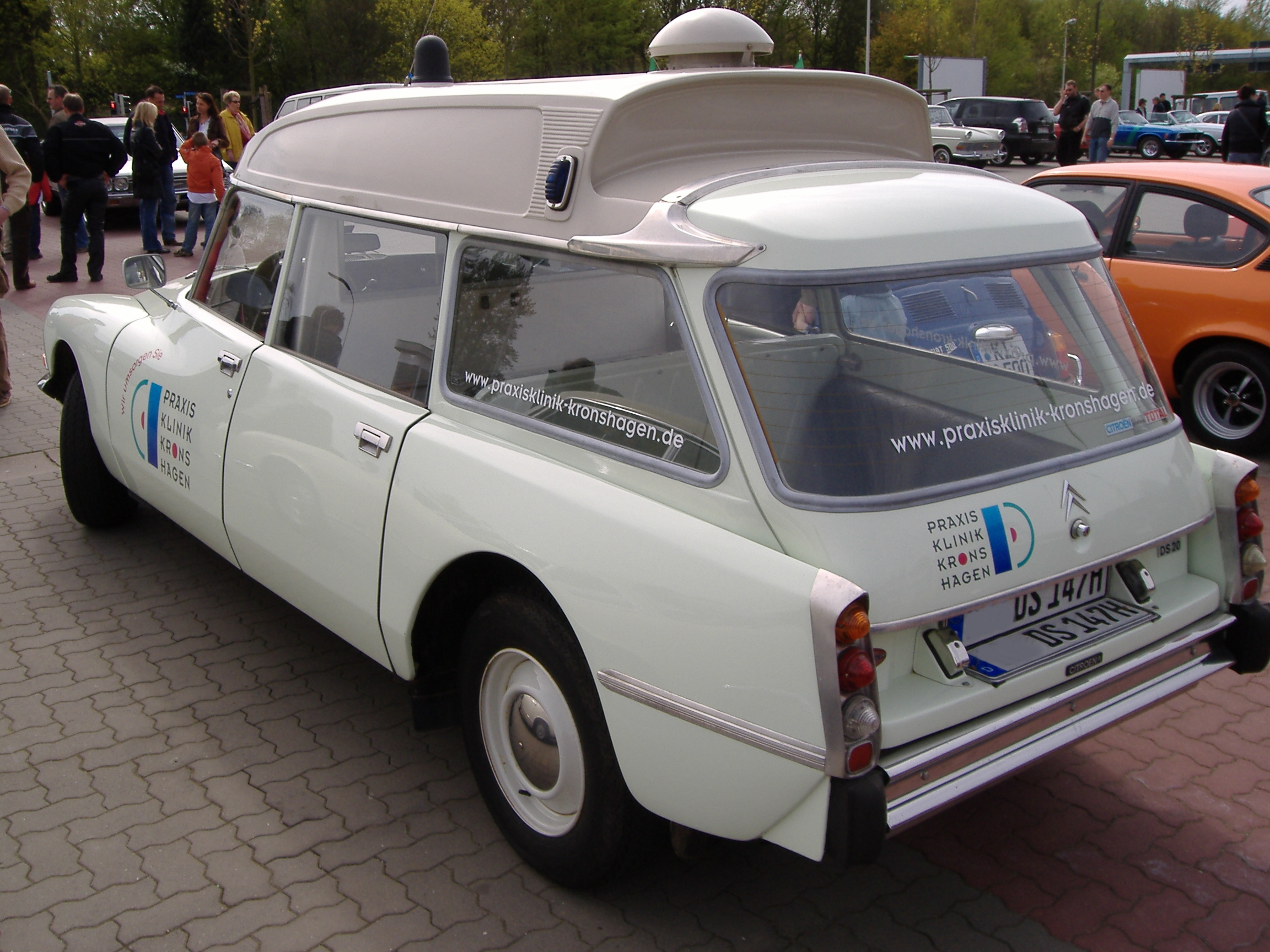
DS Break mit Sonderaufbau
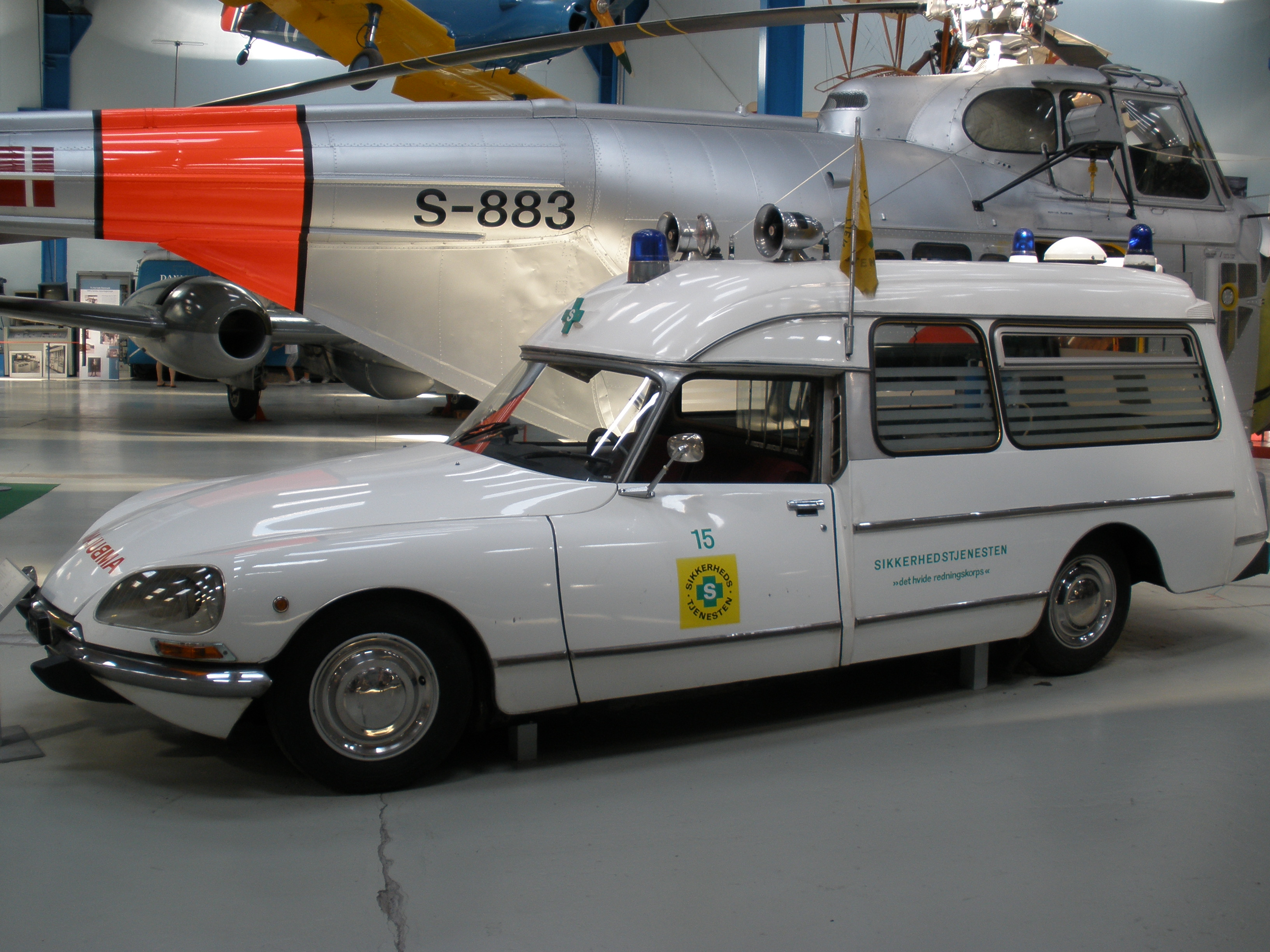
DS Break als dänischer Ambulanzwagen im Technischen Museum Dänemark
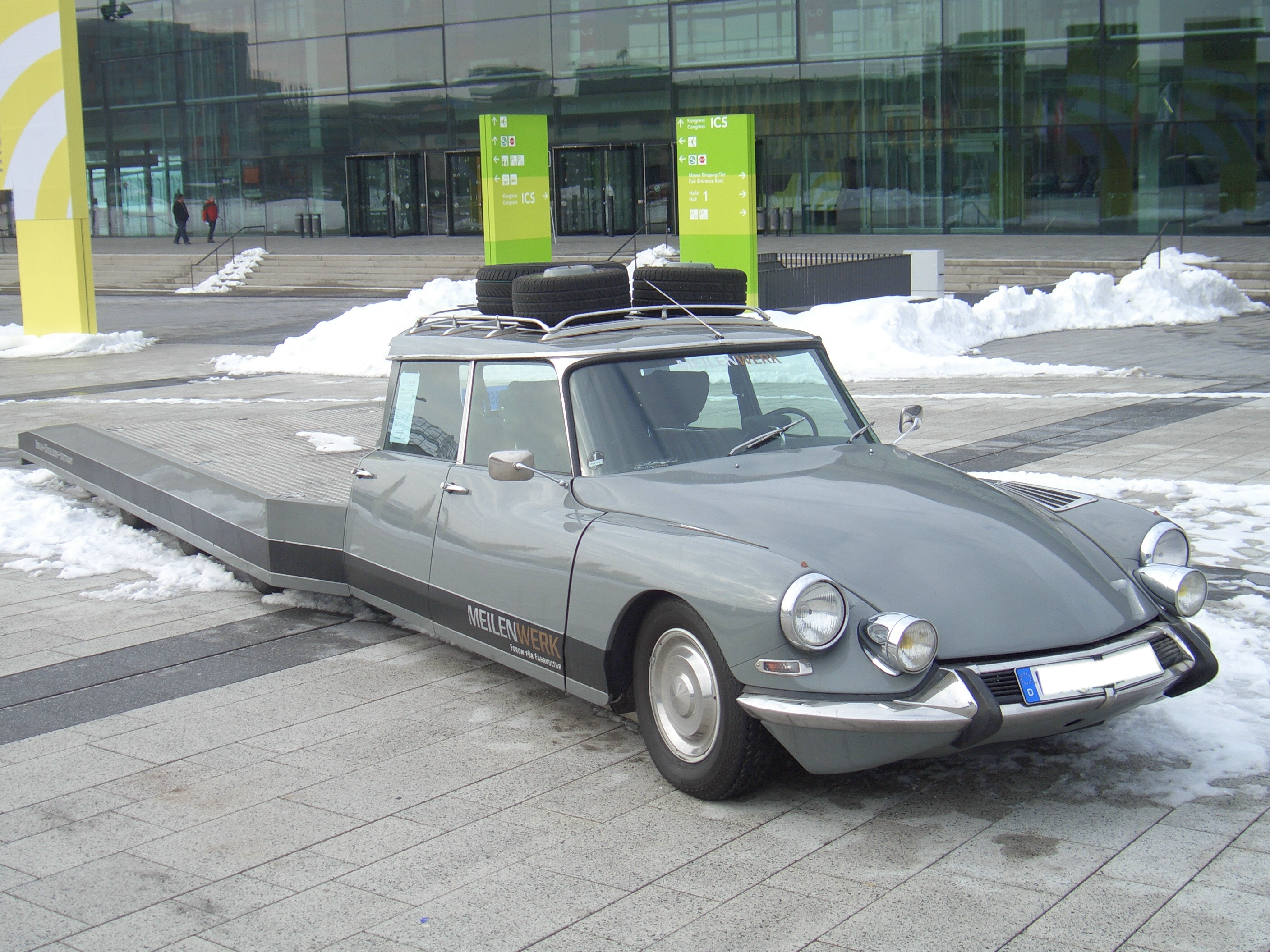
Citroën DS Tissier (erste Modellversion; Umbau 1970)
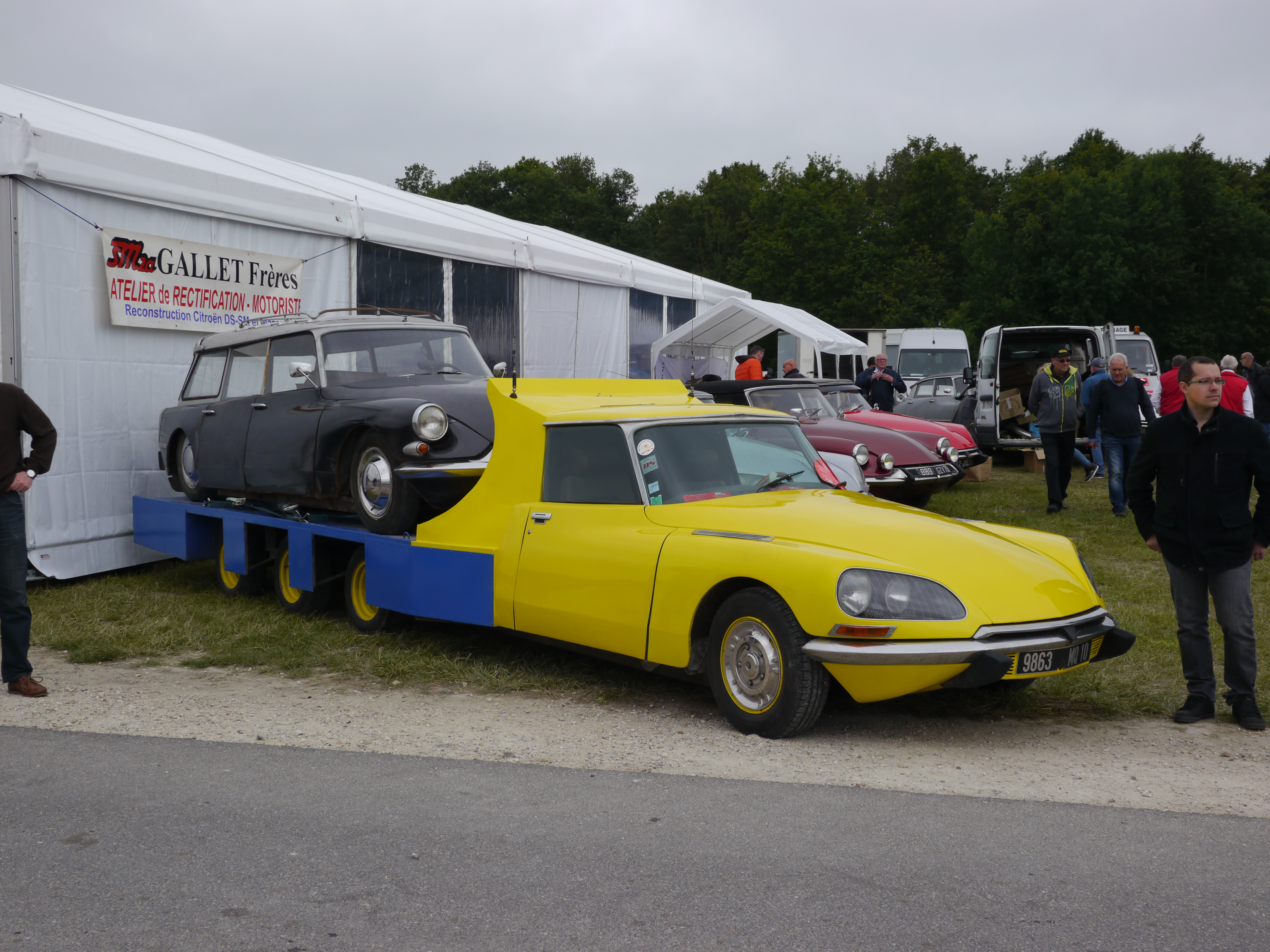
Citroën DS-Eiltransporter; vierachsiger Autotransporter (zweite Modellversion)
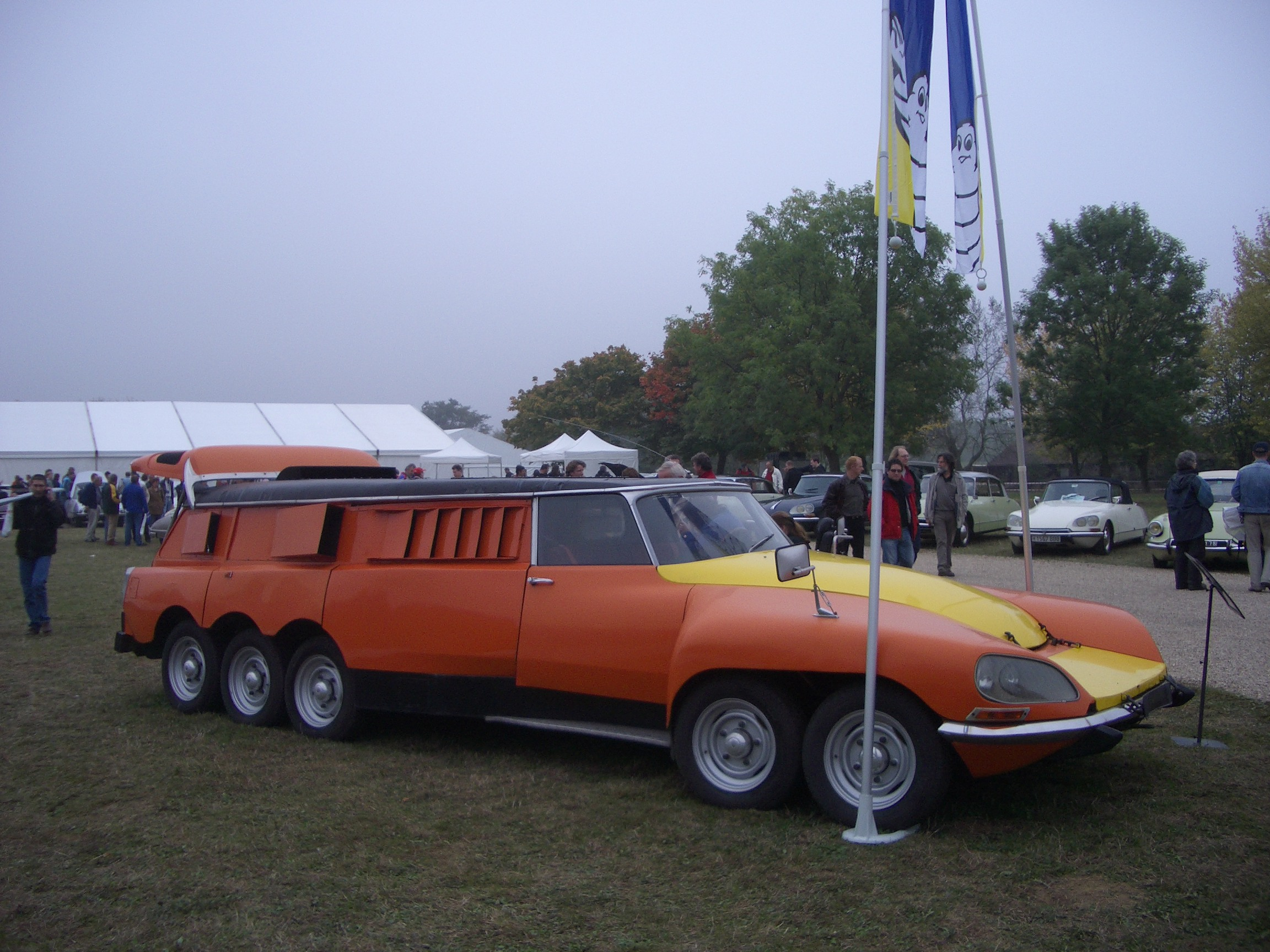
Citroën DS als fünfachsiges Reifentestfahrzeug Mille Pattes von Michelin (zweite Modellversion)
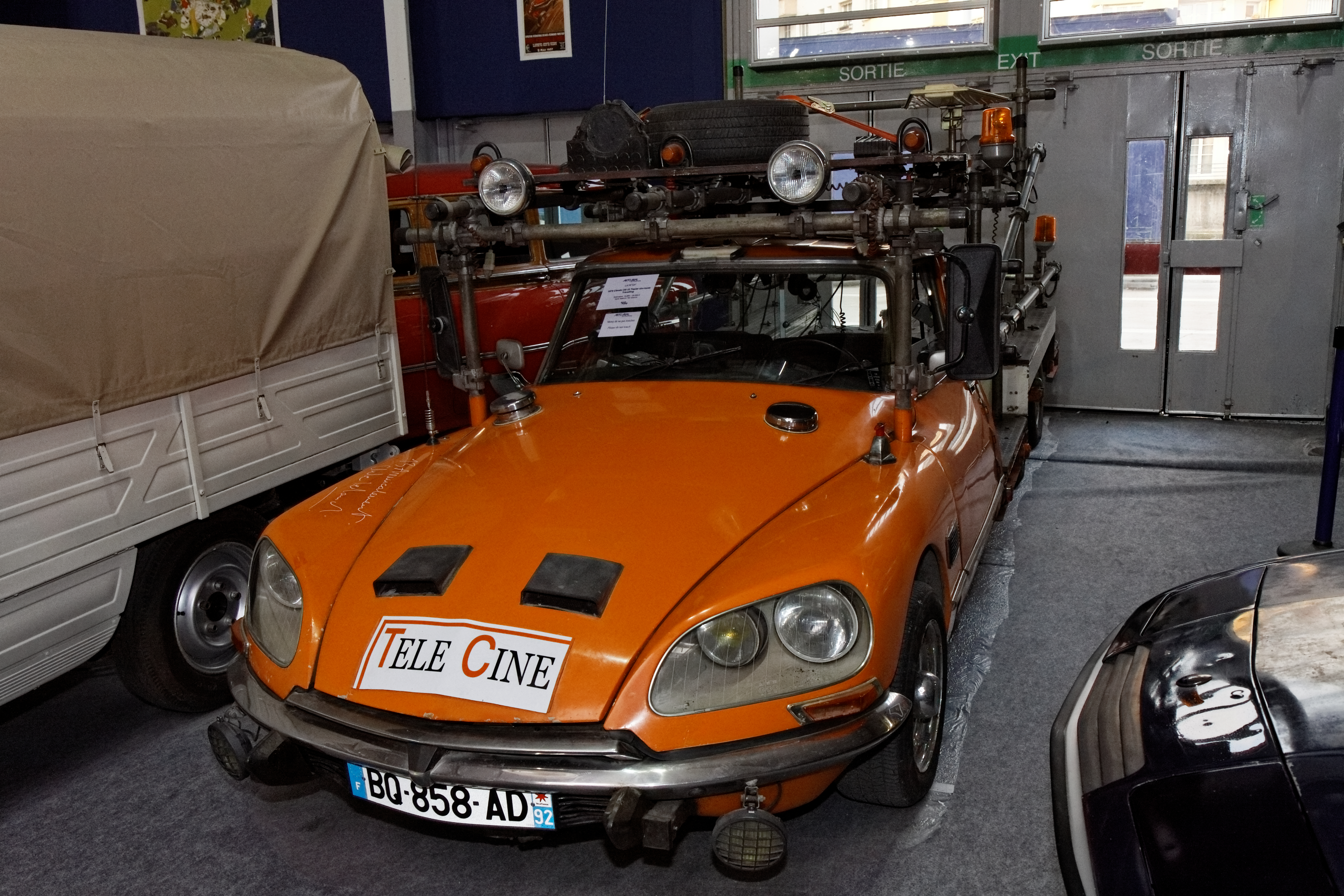
Citroën DS 23 Tissier als dreiachsiges, hier für Filmproduktionen eingesetztes Fahrzeug
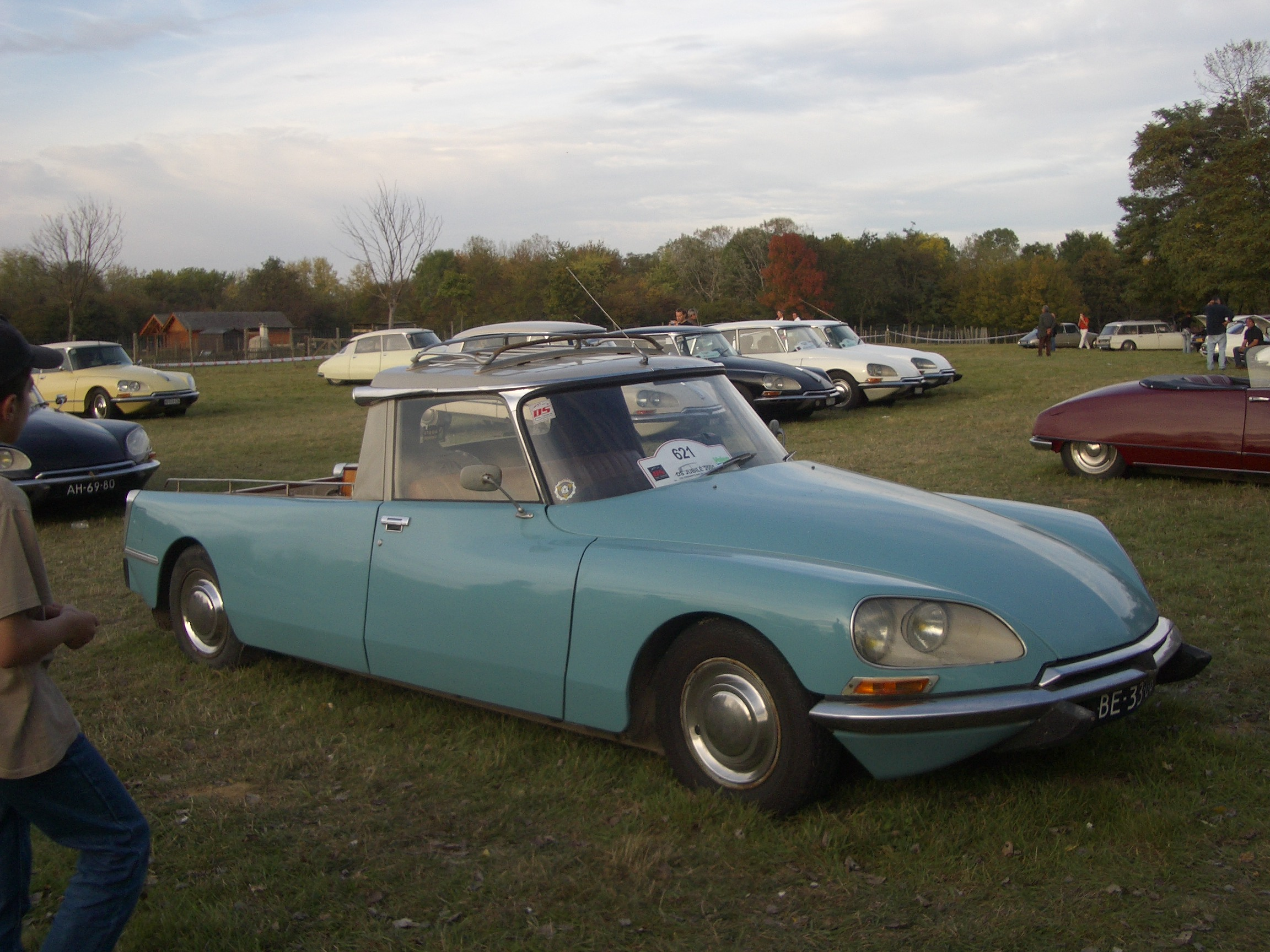
Citroën DS als Pick-up (Umbau eines Break; nach 1967)
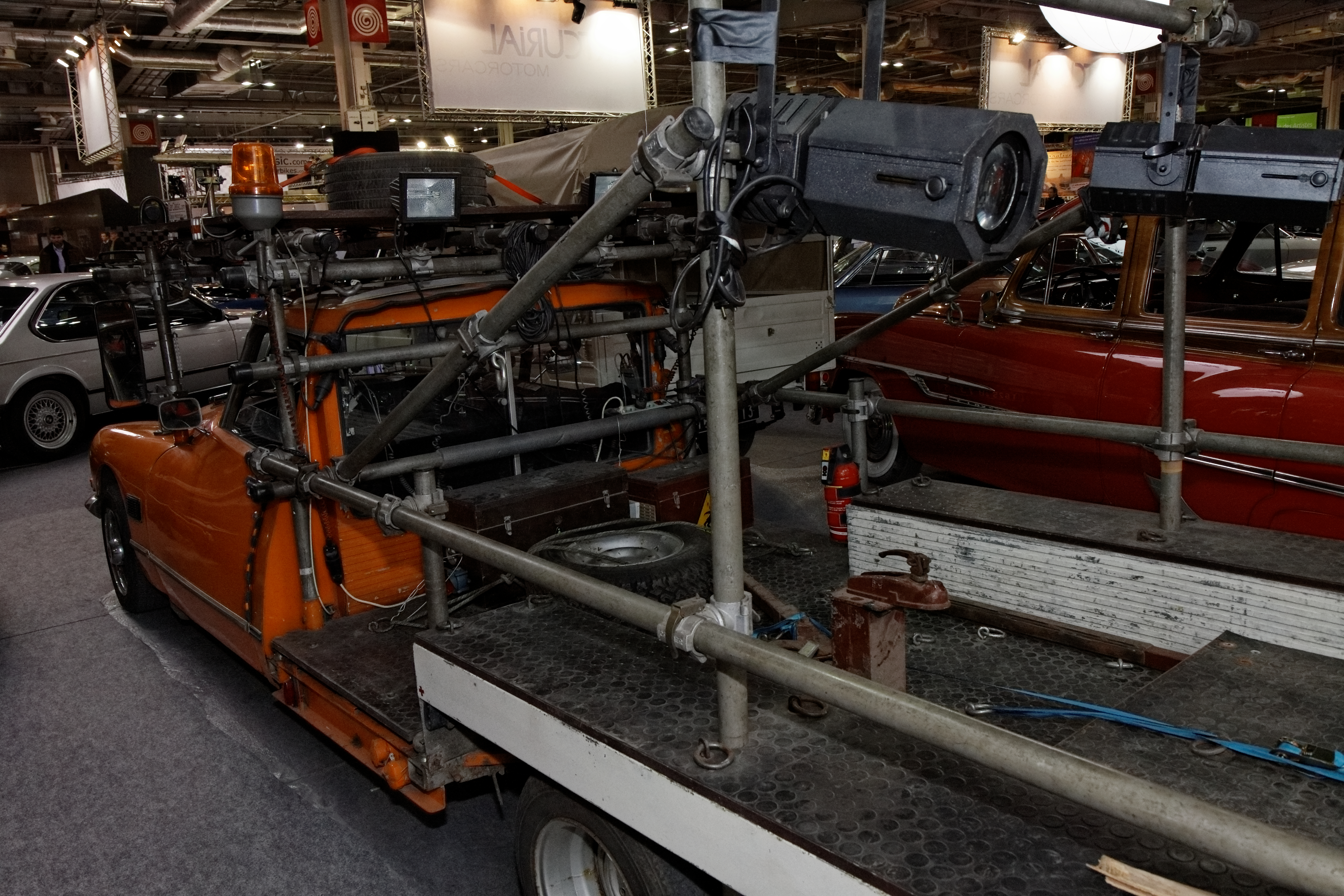
Citroën DS 23 Tissier mit Blick auf die Ladefläche und den darauf befindlichen Filmaufbauten

### Weitere Sonderbauten und Einzelstücke

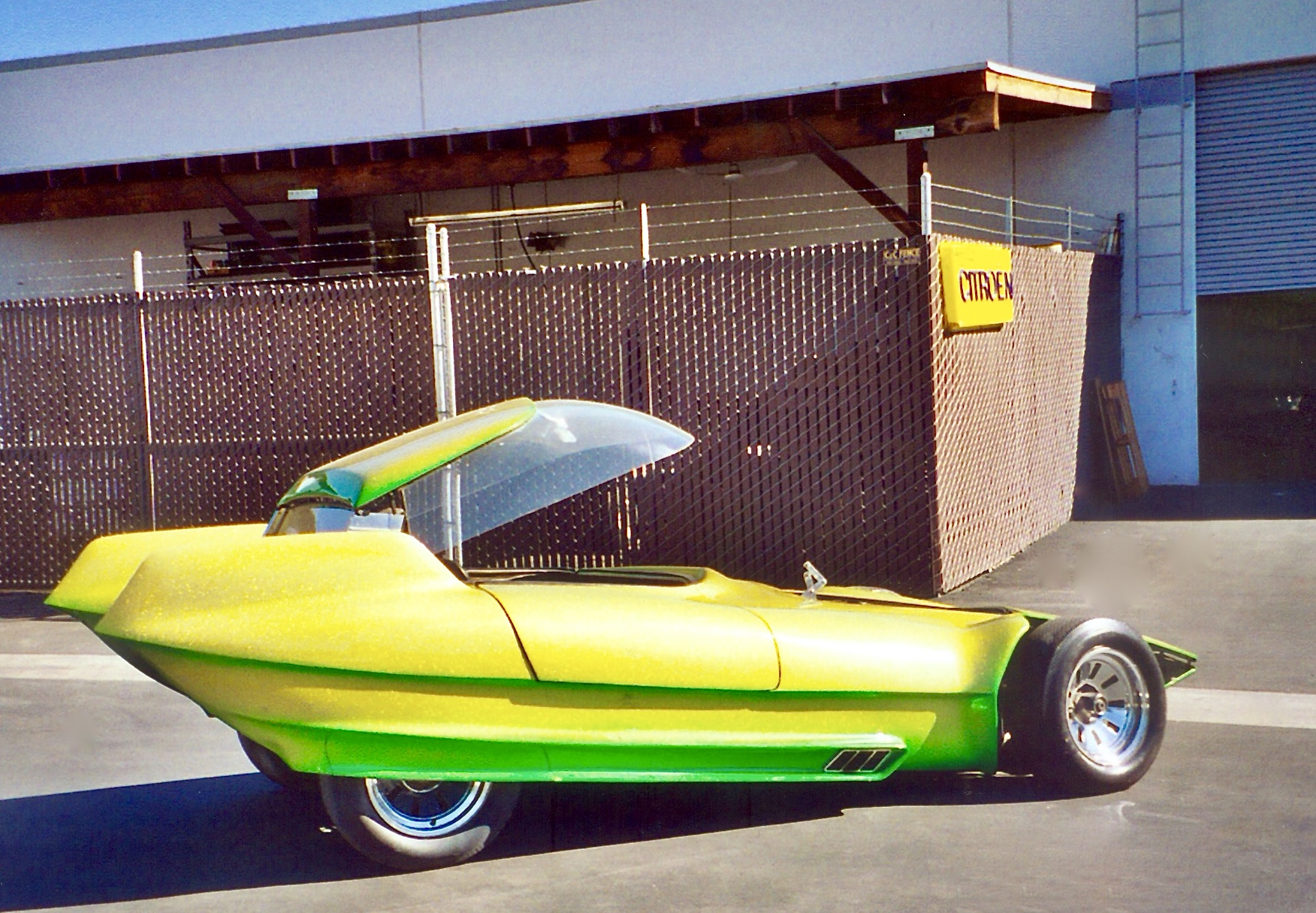
Reactor – modifiziert von American Gene Winfield

Die DS wurde vielfach auch als Basis für teilweise kuriose Einzelanfertigungen verwendet, darunter ein zum Amphibienfahrzeug umgebautes DS-Cabrio. Eine ID-19-Limousine als Schwimmwagen umrundete Helgoland. Neben dem Umbau in ein vierachsiges Abschleppfahrzeug gehört der Mille Pattes, ein fünfachsiges Reifentestfahrzeug von Michelin, zu den bekanntesten Sonderfahrzeugen.

## Gesellschaftliche Bedeutung

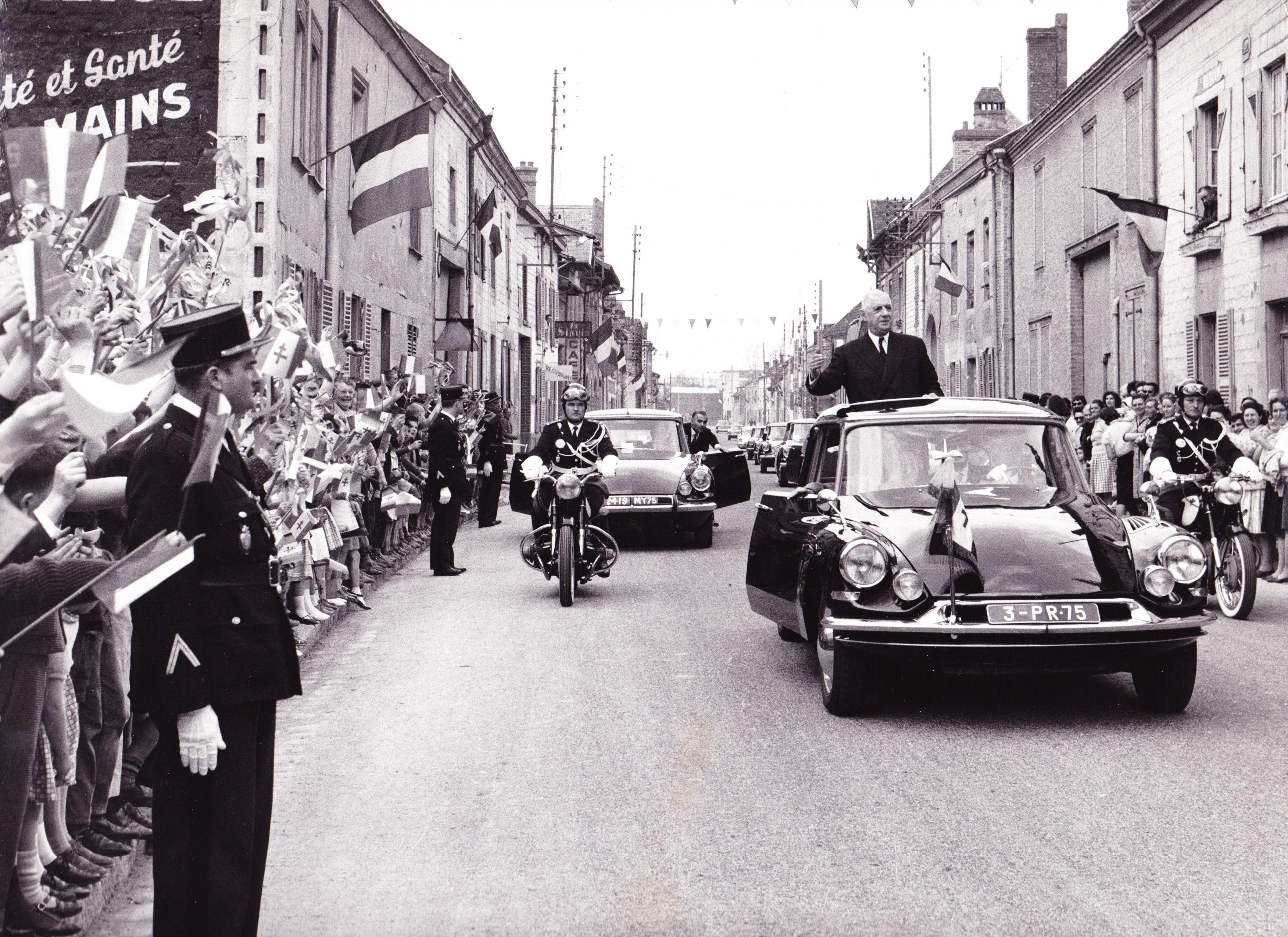
Präsident Charles de Gaulle in einer DS 1963

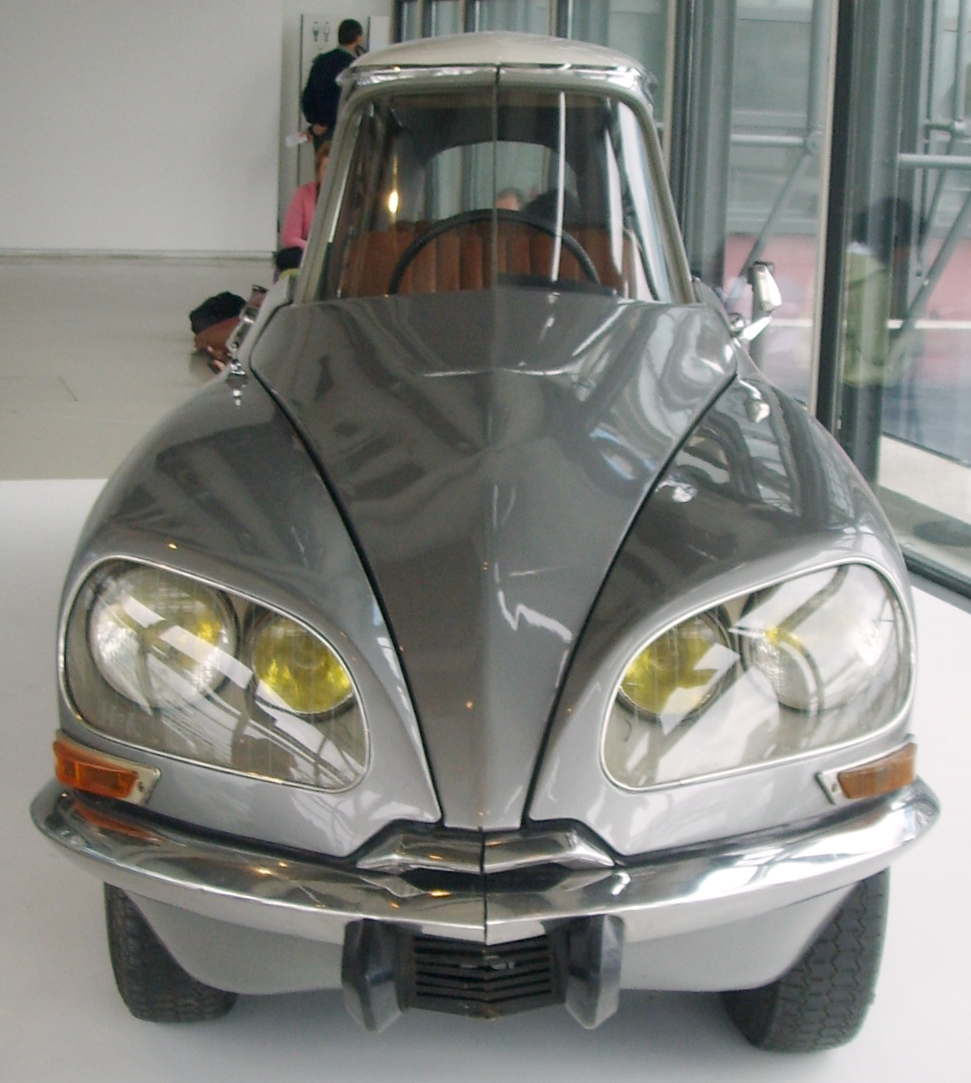
Gabriel Orozco: Citroën „La DS“ (1993)

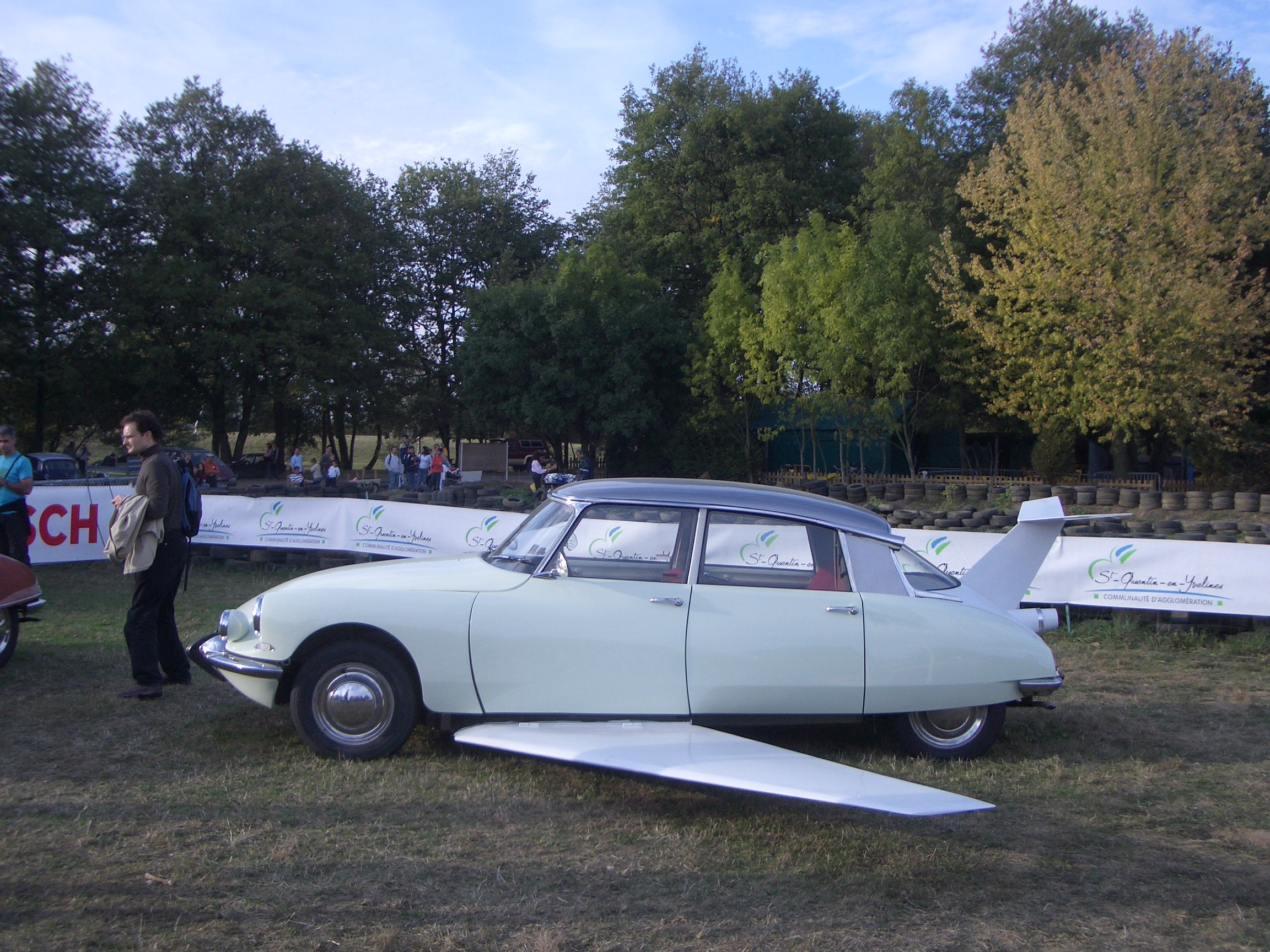
Fantômasʼ fliegender Citroën DS (Nachbau)

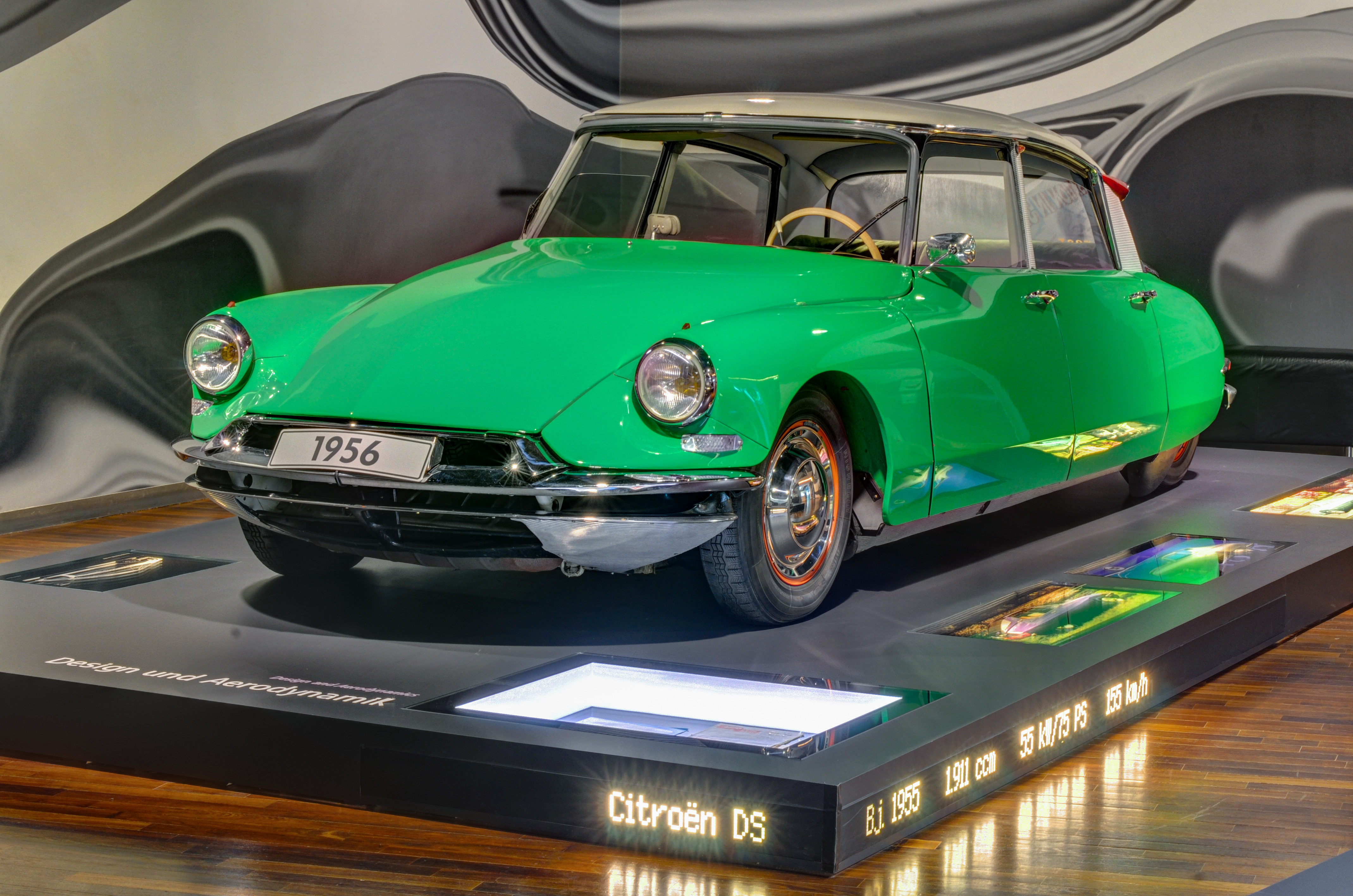
Citroën DS 19 (1956) im Museum der Autostadt Wolfsburg

Der französische Präsident Charles de Gaulle nutzte zu allen offiziellen Anlässen eine DS. Am 22. August 1962 trug eine DS wesentlich dazu bei, ihm das Leben zu retten, als auf ihn das Attentat von Petit-Clamart verübt wurde. Der Wagen konnte dank der Hydropneumatik trotz eines zerschossenen Hinterreifens auf drei Rädern weiterfahren. Das Attentat, das im Polit-Thriller Der Schakal nachgestellt wurde, trug mit zum Mythos der DS bei.
Die DS galt zu ihrer Zeit wegen des Designs und der revolutionären Technik vor allem auf den Exportmärkten als ein Auto für Nonkonformisten.
Im Oktober 2005 trafen sich anlässlich des 50. Geburtstags des DS-Modells Besitzer mit rund 1600 „Göttinnen“ in Paris.
Obwohl weder die aufwendige Hydropneumatik noch das Design (zumindest außerhalb des Hauses Citroën) in größerem Maße Nachahmer gefunden haben, ist die DS ein Meilenstein der Automobilgeschichte. Mit dem Auslaufen des Modells Citroën C5 ist auch im Gesamtkonzern PSA die Hydropneumatik bzw. die Hydractiv-Federung Geschichte.
Der Konzeptkünstler Gabriel Orozco entfernte die Karosserie einer DS und schweißte sie wieder auf einem schmaleren Rahmen pfeilförmig zusammen. Die „Skulptur“ kann nicht mehr fahren, da der Motor von Orozco unbrauchbar gemacht wurde. „La DS“ stellte er erstmals 1993 im Musée d’Art Contemporain (MAC) in Marseille aus, und sie wurde dort von der nationalen Collection Fonds national d'art contemporain (FNAC) gekauft.

### Filmische Rezeption
DS kamen in vielen Spielfilmen als Requisiten zum Einsatz, zum Beispiel in einigen Filmen mit Louis de Funès wie beispielsweise Scharfe Kurven für Madame, in dem der Wagen in einer Szene sogar auf der Seine quasi als Amphibienfahrzeug entlangfuhr und Fantômas, als sich ein vom Schurken benutzter DS in ein Flugzeug verwandelte. In Die Abenteuer des Rabbi Jacob kommt de Funès mit seiner schwarzen DS 21 Pallas, samt Boot auf dem Dach, aufgrund seiner riskanten Fahrweise von der Straße ab und landet kopfüber in einem Teich. Der französische Modellauto-Hersteller Norev brachte Modelle dieser Filmautos auf den Markt. (Privat soll Louis de Funès eine violette DS gefahren haben.)
In den Polizeifilmen French Connection – Brennpunkt Brooklyn und French Connection II kommt das Auto ebenso vor. In einigen französischen Filmen des Film-noir-Genres wird eine schwarze DS typischerweise von Verbrechern gefahren, im Gangsterfilm Der Clan der Sizilianer (1969) wird hingegen der Inspektor (Lino Ventura) in einer DS vorgefahren. Als Der eiskalte Engel stiehlt Alain Delon ausschließlich die Luxusvariante DS Pallas. In der Komödie Das Superhirn von 1969 fährt Jean-Paul Belmondo eine schwarze DS, die während einer Verfolgungsjagd hinter den Vordersitzen auseinanderbricht und dann dank Vorderradantrieb ihre Fahrt dennoch fortsetzen kann. In Trafic von Jacques Tati kommt es zu einer chaotischen Szene, in der eine DS (in Anspielung auf ihre Federung) gewissermaßen mit dem Heck abhebt und auf den Vorderrädern weiterfährt.
Im Film Der Japaner und die Göttin (englischer Originaltitel: The Goddess of 1967) aus dem Jahr 2000 stellt die DS das Titelmotiv dar. In Crossing Jordan – Pathologin mit Profil fährt Miguel Ferrer in seiner Rolle als Dr. Garret Macy einen Citroën DS. In The Mentalist fährt der Hauptdarsteller Simon Baker in der Rolle des Patrick Jane ebenfalls eine DS. In der Fernsehserie Dr. Stefan Frank – Der Arzt, dem die Frauen vertrauen (1995–2001) fuhr Sigmar Solbach als Dr. Frank eine DS mit Faltdach. Im mehrfach oscarnominierten Film Dame, König, As, Spion (2011) fährt die von Gary Oldman verkörperte Figur George Smiley mit einer DS 21 Pallas. Eine DS 19 wird in der Serie Buffy – Im Bann der Dämonen von Anthony Head als Wächter Rupert Giles gefahren. In Helge Schneiders Film 00 Schneider – Im Wendekreis der Eidechse fährt Kommissar 00 Schneider einen Citroën DS. In der Serie Die zweite Heimat – Chronik einer Jugend kehrt der Protagonist Hermann Simon in einem DS-Cabrio heim nach Schabbach.
Wie futuristisch die Formgebung des Autos heute noch ist, zeigt sich in seiner Verwendung in mehreren aktuellen Science-Fiction-Produktionen als Requisit. So ist das Wrack einer DS in einer Szene von Zurück in die Zukunft II zu sehen, in einer anderen Einstellung eine nur leicht veränderte DS als schwebendes Taxi ohne Räder, ebenso im Vorspann zur Fernsehserie Eureka. In einer Folge der 2005 produzierten zweiten Staffel der Serie Battlestar Galactica ist eine DS in einer Tiefgarage zu sehen. In Gattaca dient ein DS-Cabrio als Fortbewegungsmittel.

## Zeitgenössische und aktuelle Rezeption im Wandel
Der französische strukturalistische Philosoph Roland Barthes schrieb 1957 in einem Essay in Mythen des Alltags über die «Déesse»:

„Der neue Citroën fällt ganz offenkundig insofern vom Himmel, als er sich zunächst als ein superlativisches Objekt darbietet. Man darf nicht vergessen, daß das Objekt der beste Bote der Übernatur ist: es gibt im Objekt zugleich eine Vollkommenheit und ein Fehlen des Ursprungs, etwas Abgeschlossenes und etwas Glänzendes, eine Umwandlung des Lebens in Materie (die Materie ist magischer als das Leben) und letztlich: ein Schweigen, das der Ordnung des Wunderbaren angehört. Die «Déesse» hat alle Wesenszüge (wenigstens beginnt das Publikum sie ihr einmütig zuzuschreiben) eines jener Objekte, die aus einer anderen Welt herabgestiegen sind, von denen die Neomanie des 18. Jahrhunderts und die unserer Science-Fiction genährt wurden: die «Déesse» ist zunächst ein neuer Nautilus.
[…] Die «Déesse» ist deutlich sichtbar eine Preisung der Scheiben, das Blech liefert dafür nur die Partitur. Die Scheiben sind hier keine Fenster mehr, keine Öffnungen, die in die dunkle Karosserie gebrochen sind, sie sind große Flächen der Luft und der Leere und haben die gleißende Wölbung von Seifenblasen, die harte Dünnheit einer Substanz, die eher insektenhaft als mineralisch ist.
Es handelt sich also um eine humanisierte Kunst, und es ist möglich, daß die «Déesse» einen Wendepunkt in der Mythologie des Automobils bezeichnet. Bisher erinnerte das superlativische Auto eher an das Bestiarium der Kraft.“

1960, fünf Jahre nach der ersten öffentlichen DS-Präsentation, hieß es in der Fachzeitschrift auto, motor und sport:

„‚Als man den Vorhangschnüren zog, stellte man den DS einem Publikum vor, das sich beeilte, sogleich in zwei Parteien zu zerfallen. Die einen zollten dem Fortschritt, der persönlich zu ihnen gekommen zu sein schien, begeistert Beifall, während für die anderen die futuristische Gestaltung und das hydraulische System mehr war, als dass sie es, an einen Entwicklungsprozess im Kriechgang gewöhnt, ohne weiteres zu akzeptieren vermochten‘, schrieb die Zeitschrift.“

Am 11. April 2005, 50 Jahre nach der Vorstellung der DS, sendete Ö1 in der Reihe Moment – Leben Heute ein Radio-Feature, darin heißt es unter anderem:

„Es war eine kleine Sensation, damals, 1955 auf dem Pariser Automobilsalon. Dem staunenden Publikum wurde zum ersten Mal der Citroën DS vorgestellt. Kaum ein anderer Hersteller konnte damals mit einem ähnlich ungewöhnlichem Fahrzeug aufwarten. Citroën wusste das, erhob seine Neuschöpfung kurzerhand in den Olymp und nannte das neue Auto schlicht ‚die Göttin‘ (DS = ‚Déesse‘). Mochten die Reaktionen auch gemischt sein, das neue Auto faszinierte.“